# Vällinge

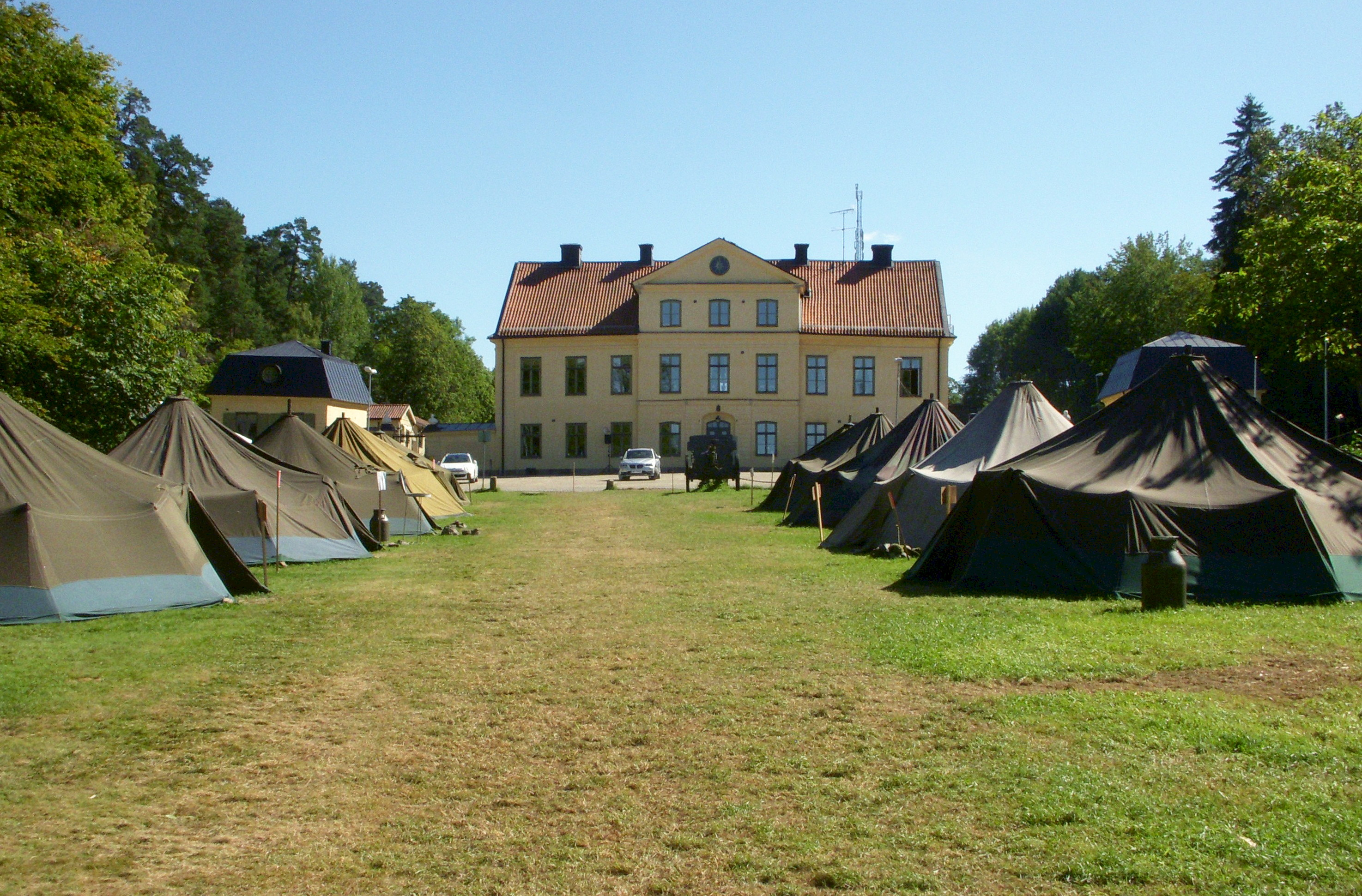
Vällinges huvudbyggnad från nordväst under en övning.

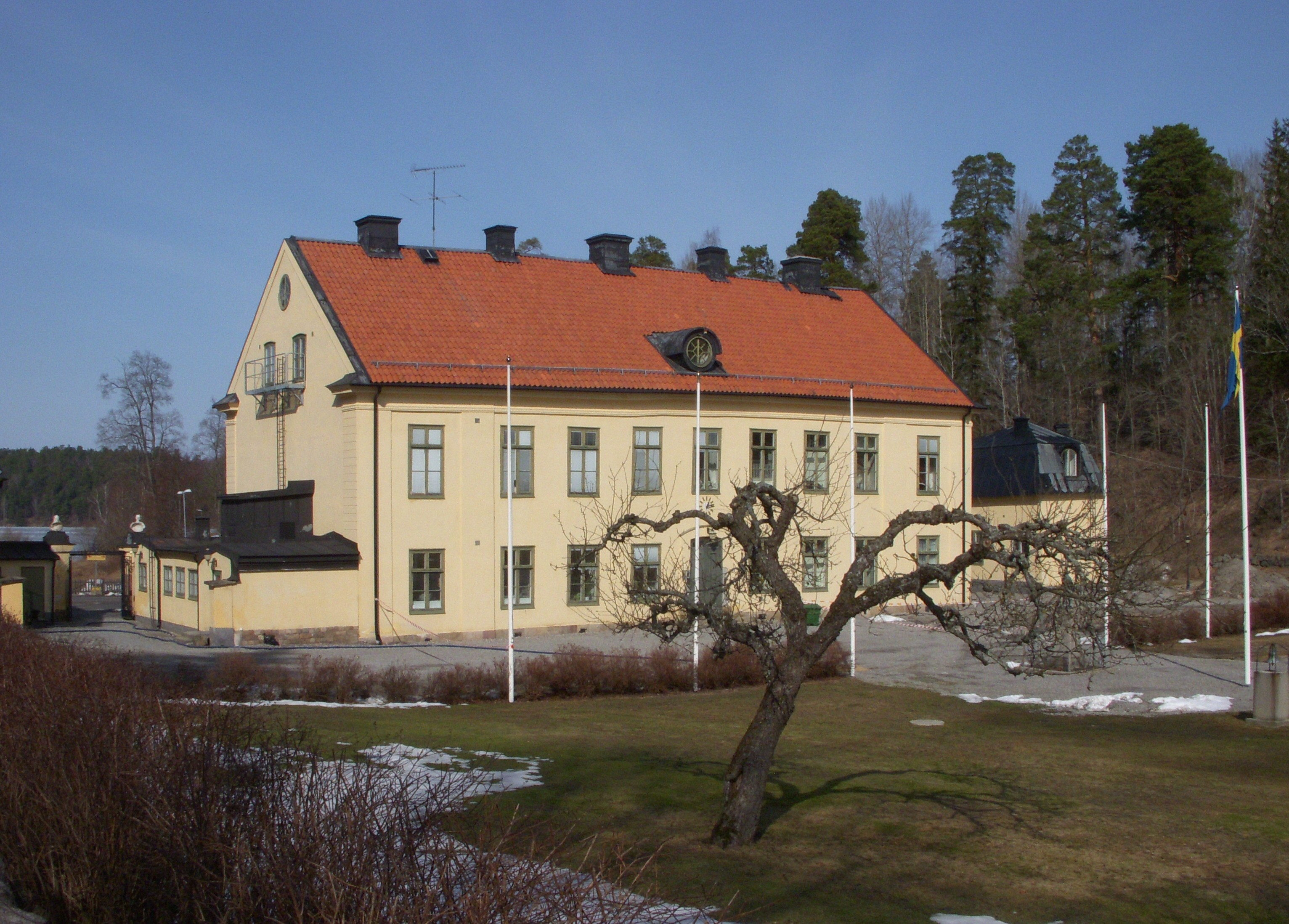
Vällinges huvudbyggnad från sydost.

Vällinge säteri är en herrgård och tidigare säteri beläget vid Vällingevägen i Salems socken, Salems kommun, Stockholms län. Gårdens talrika byggnader ligger vid Bornsjöns utlopp i Mälaren. Huvudbyggnaden är gestaltad i gustaviansk stil av okänd arkitekt och fick sitt nuvarande utseende omkring 1770. Anläggningen nyttjas sedan 1943 av Hemvärnets stridsskola. Vällinge med omgivning ligger inom Bornsjöns naturreservat och är ett militärt skyddsobjekt. Vällinge ägs sedan 1899 av Stockholms stad och är en av stadens Bornsjöegendomar.

## Tidig industri

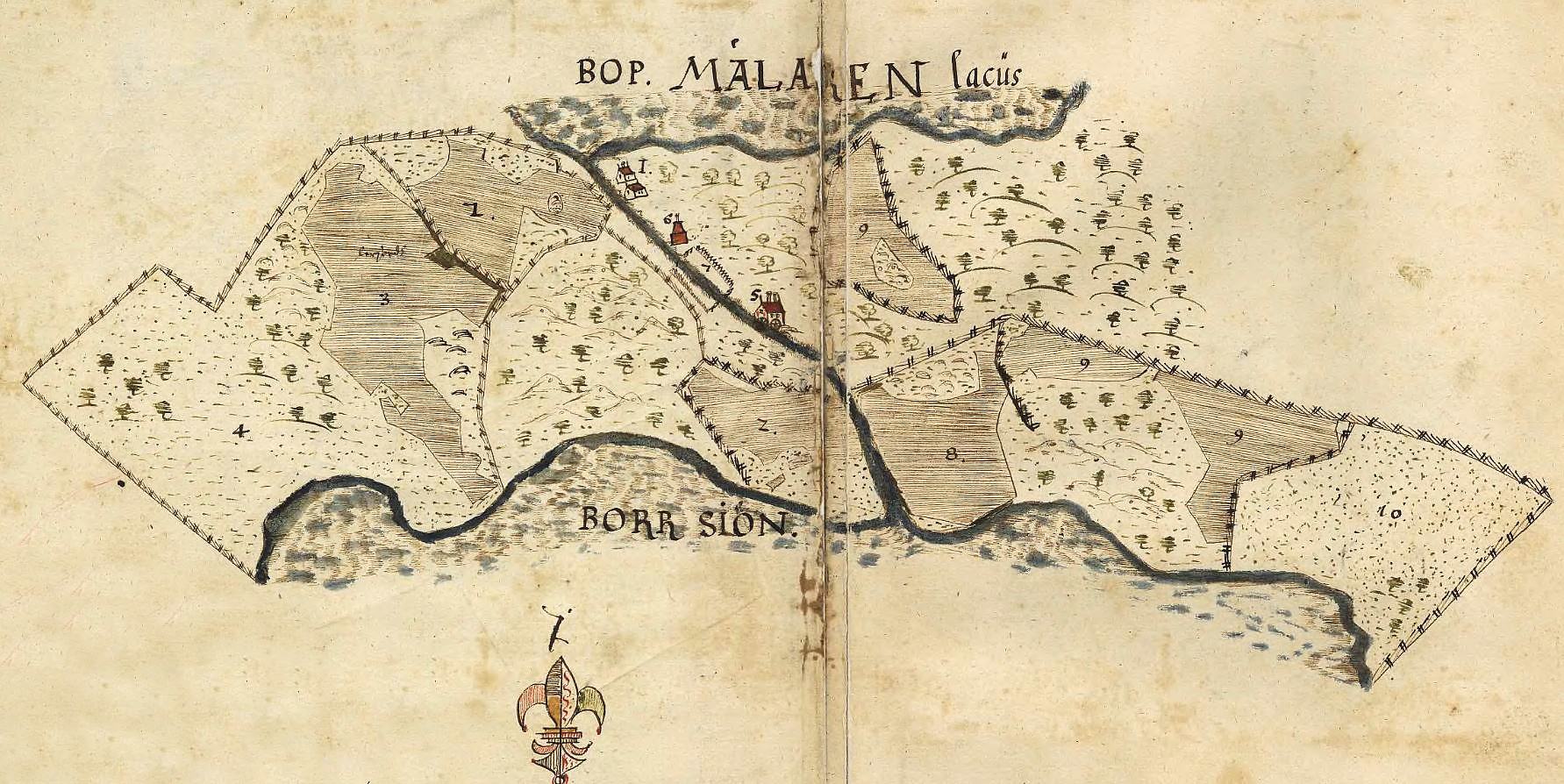
Vällinge gårds ägor 1636.

År 1357 omnämns platsen som Vallingethe. Under 1530-talet ägdes området av bönder och Vellinge quarn (herrgård med kvarn) finns i skriftliga dokument. 1554 omtalas Dionisius j Velling / Wællinge i Stockholms tänkeböcker. Med Dionisius menas läkaren och diplomaten Dionysius Beurræus som 1547 fick Vällinge i förläning och använde sedan godset som sitt säteri.
1623 grundades på platsen ett mässingsbruk, då Gustaf II Adolf gav tysken Arnold Duppengiesser (även Toppengiesser) från Aachen privilegium att starta ett mässingsbruk. Han hade inkallats 1620 till Sverige för att organisera den svenska mässingsindustrin och fått kungligt privilegium att starta ett mässingsbruk vid Vällinge. Redan 1621 hade han övertaget arrendet för Skultuna mässingsbruk. På en karta från 1636 över Vällinges ägor framgår gårdens placering (I) och hammarsmedjans (5) samt smältugnens (6) läge. Vattenkraften för brukets drift hämtades från Vällinge ström som rinner från Bornsjön till Mälaren och som redan tidigare nyttjades för att driva flera vattenkvarnar (se Vällinge kvarn). 
Redan 1572 under Johan III försökte man att få igång ett mässingsbruk som dock misslyckades. På 1630-talet övertogs verksamheten av Doppengiessers son, Arent som med varierande framgång slutade efter ytterligare ett tiotal år. Efter honom fanns flera privata ägare tills bruket slutligen lades ner 1712 på grund av kolbrist. Mässingsbruket förändrades 1717 under bryggaråldermannen Johan Lampa till ett manufakturverk. Denna industri drevs till omkring 1840 och tillverkade olika jordbruksredskap. Efter hand nedlades det.

## Huvudbyggnaden

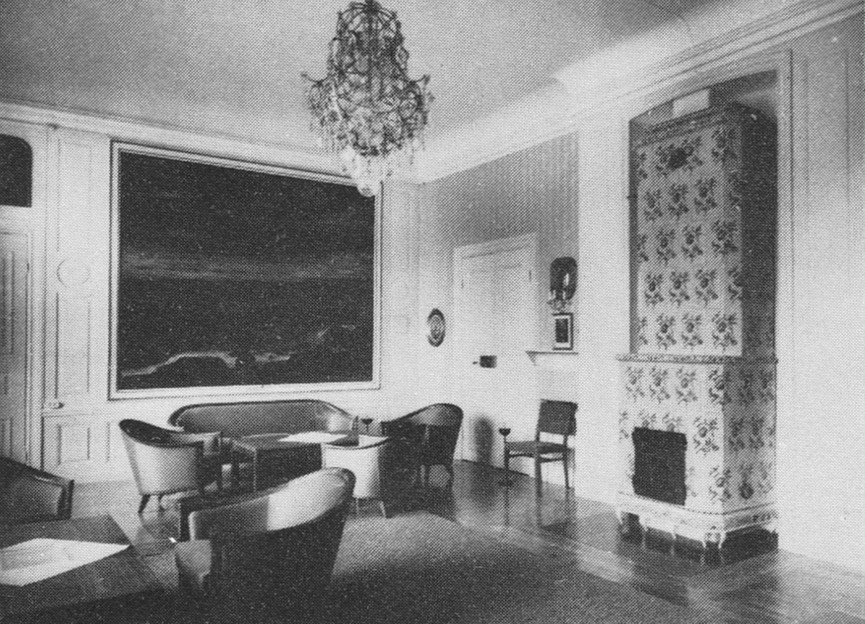
Salen på övervåningen, 1945.

Vällinges huvudbyggnad påbörjades omkring 1750 under diplomaten Gustaf Boneauschiöld. Förutom Vällinge ägde Boneauschiöld ett hus i Stockholm vid Drottninggatan samt gårdarna Stavsund, Kaggeholm, Bornö och Edeby. Bygget i Vällinge slutfördes genom den förmögne grosshandlaren och brukspatronen Werner Groen (ägare till Groens malmgård) omkring år 1770, då huset fick sitt nuvarande utseende. 
Herrgården är ett ljusgult putsat stenhus i två våningar som är gestaltad i gustaviansk stil. Byggnaden vänder sin huvudfasad med bred frontespis mot nordväst och Mälaren och är flankerad av två fristående flygelpaviljonger som sammanlänkas med huvudbyggnaden genom skulpturprydda murar. Interiört finns många gustavianska detaljer bevarade, bland annat med romantiska landskapsmotiv målade dörröverstycken, dekorerade kakelugnar, helfranska dörrar och väggpaneler.

## Engelska parken
I slutet av 1700-talet anlades en engelsk park på de båda kullarna som ligger vid gårdsbebyggelsen. Parken beställdes av ägarfamiljen Groen och skapades av ingen mindre än trädgårdsarkitekten Fredrik Magnus Piper, som även ritade Hagaparken. På den östra kullens topp har man en vidsträckt utsikt över Mälaren. Här står ett lusthus som gestaltades i tidens romantiska anda; exteriört hade det ursprungligen ett vassklätt tak och målade fasader "som i rutor hopvävda mattor, täckta med rör". På Pipers skiss från omkring 1800 framgår utseendet. Invändigt dekorationsmålades väggarnas papperstapeter som en spånkork. Målningen restaurerades och är intakt. Intill lusthuset står en tall med bänk. Den syns redan på Pipers skiss från år 1800 och på ett fotografi från 1926 taget av historikern Gösta Selling. Piper skildrade själv parkanläggningen: "Ägerinnan (framl fru Groen) har förvandlat en vild och av sjö på de flesta sidor omgiven skogspark till bekväma och behagliga promenader - som erbjuder en varieté av lyckligen valda och ornerade vilställen..."

Vällinges engelska park
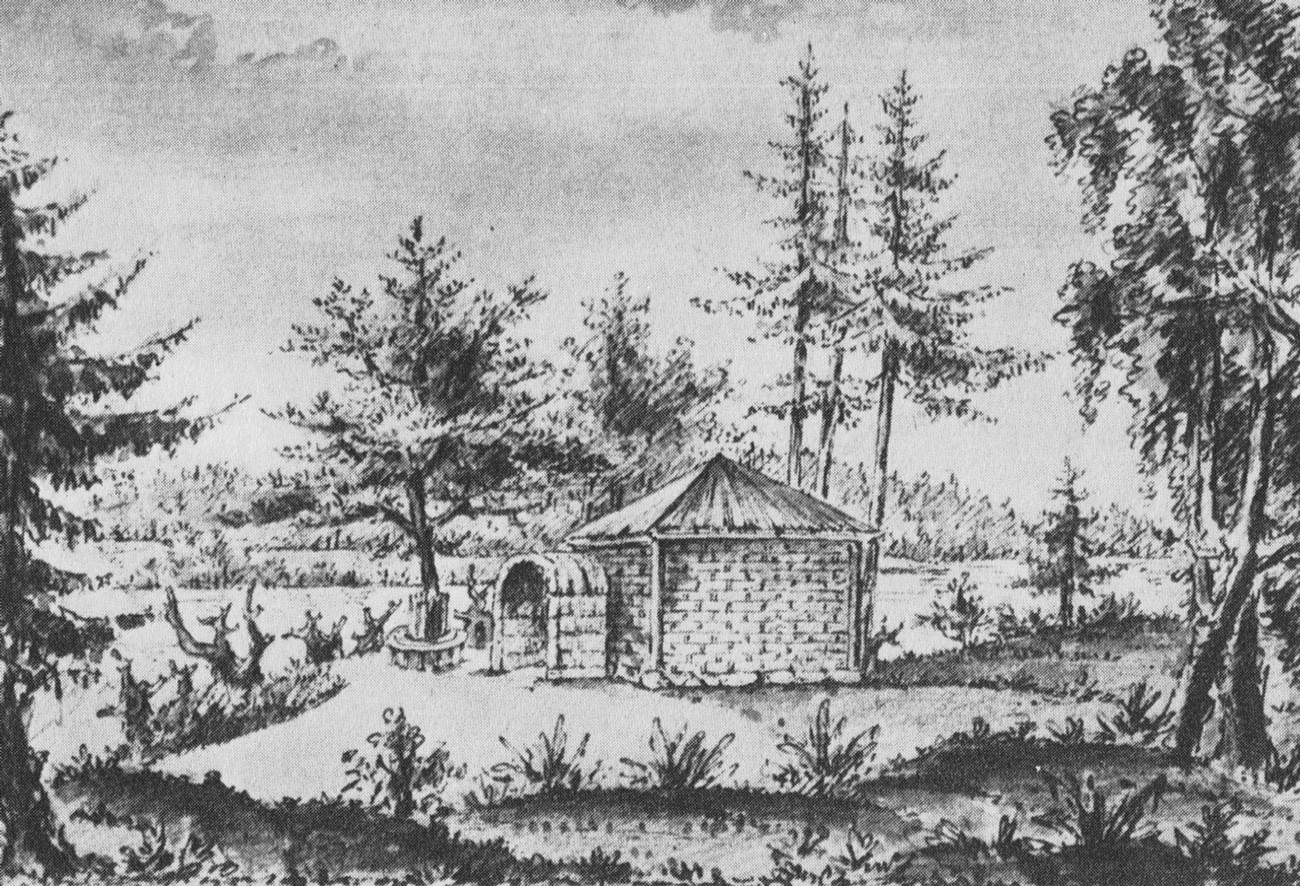
F.M. Pipers skiss från 1800
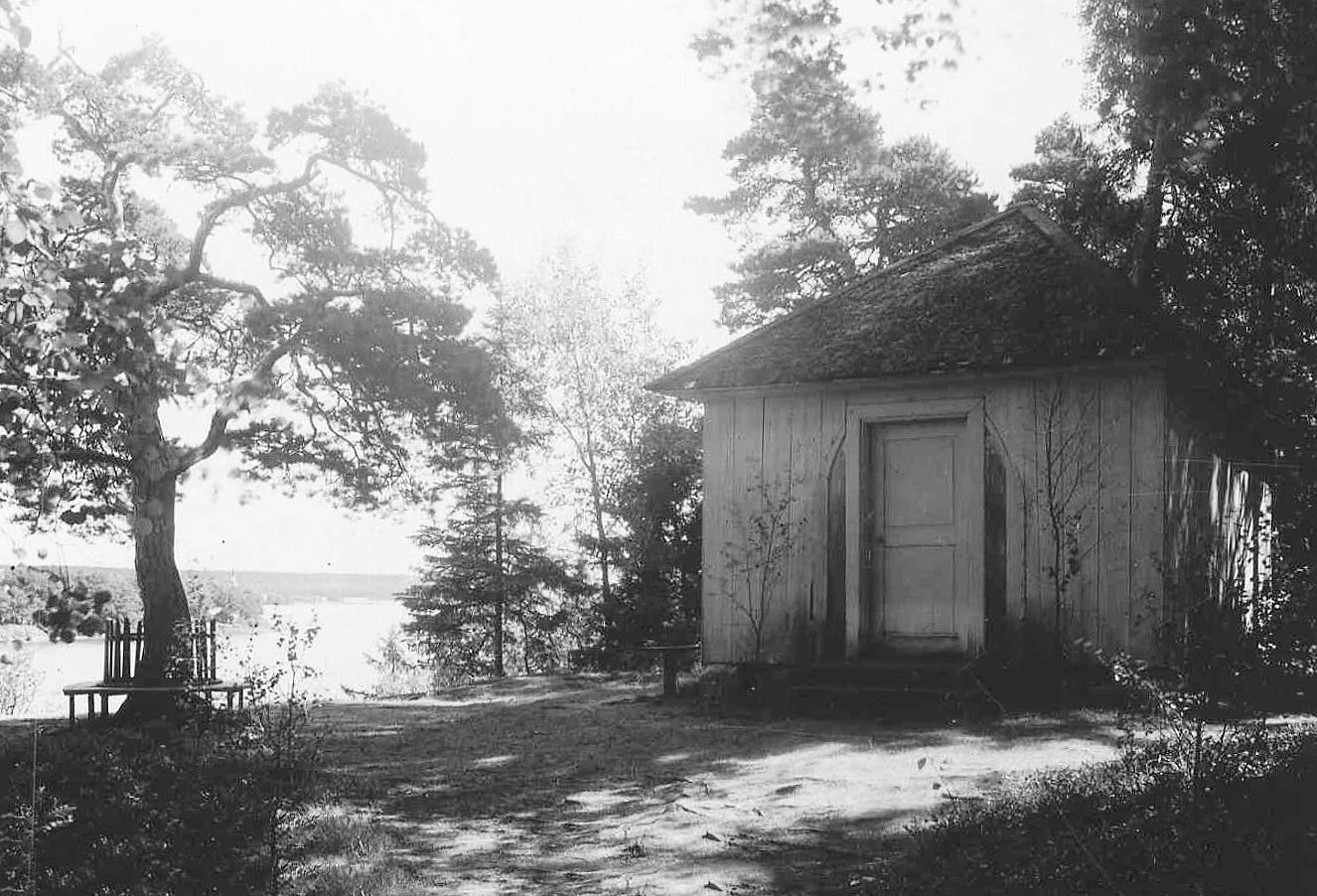
Sellings fotografi från 1926
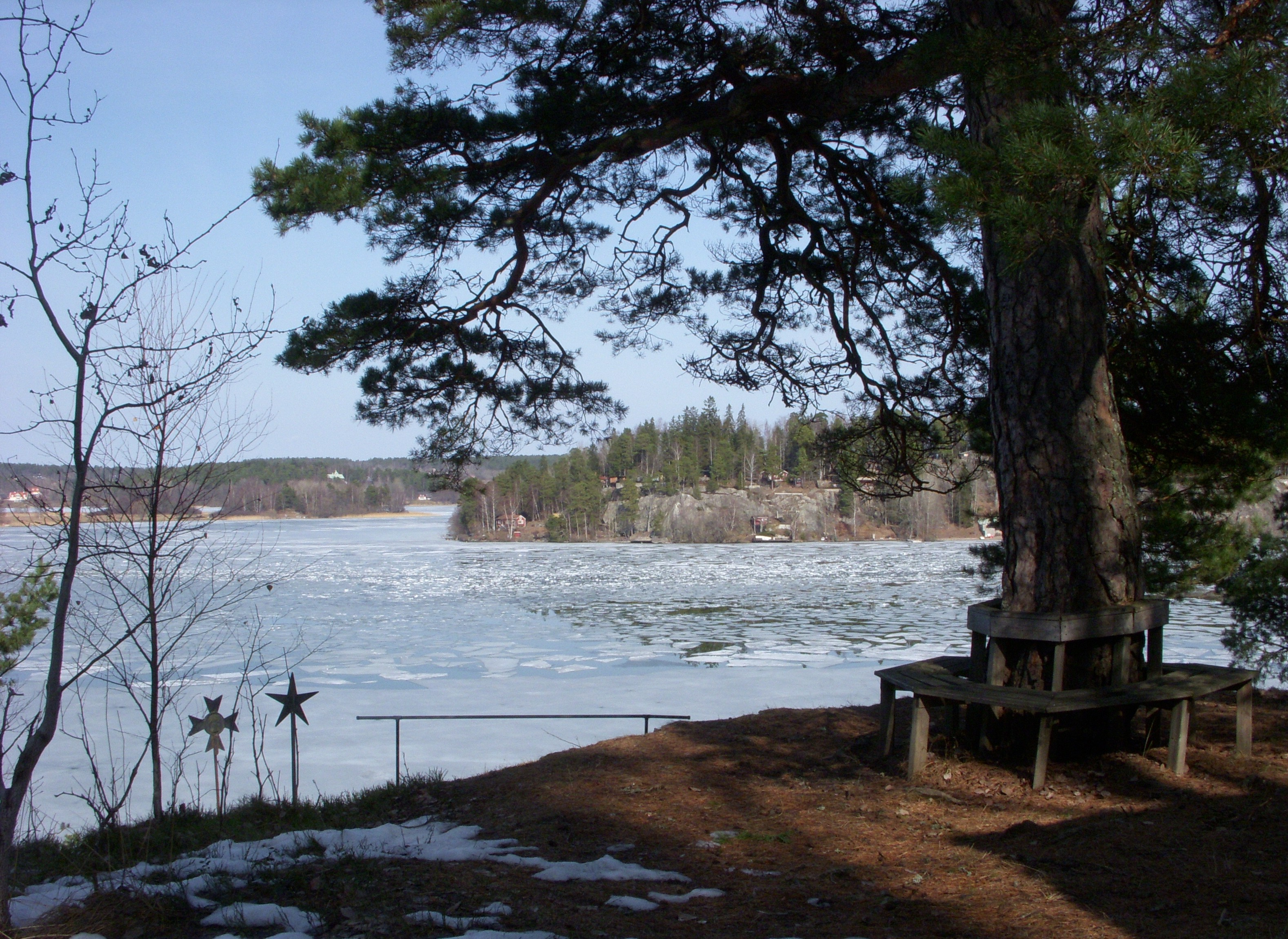
Vy över Mälaren
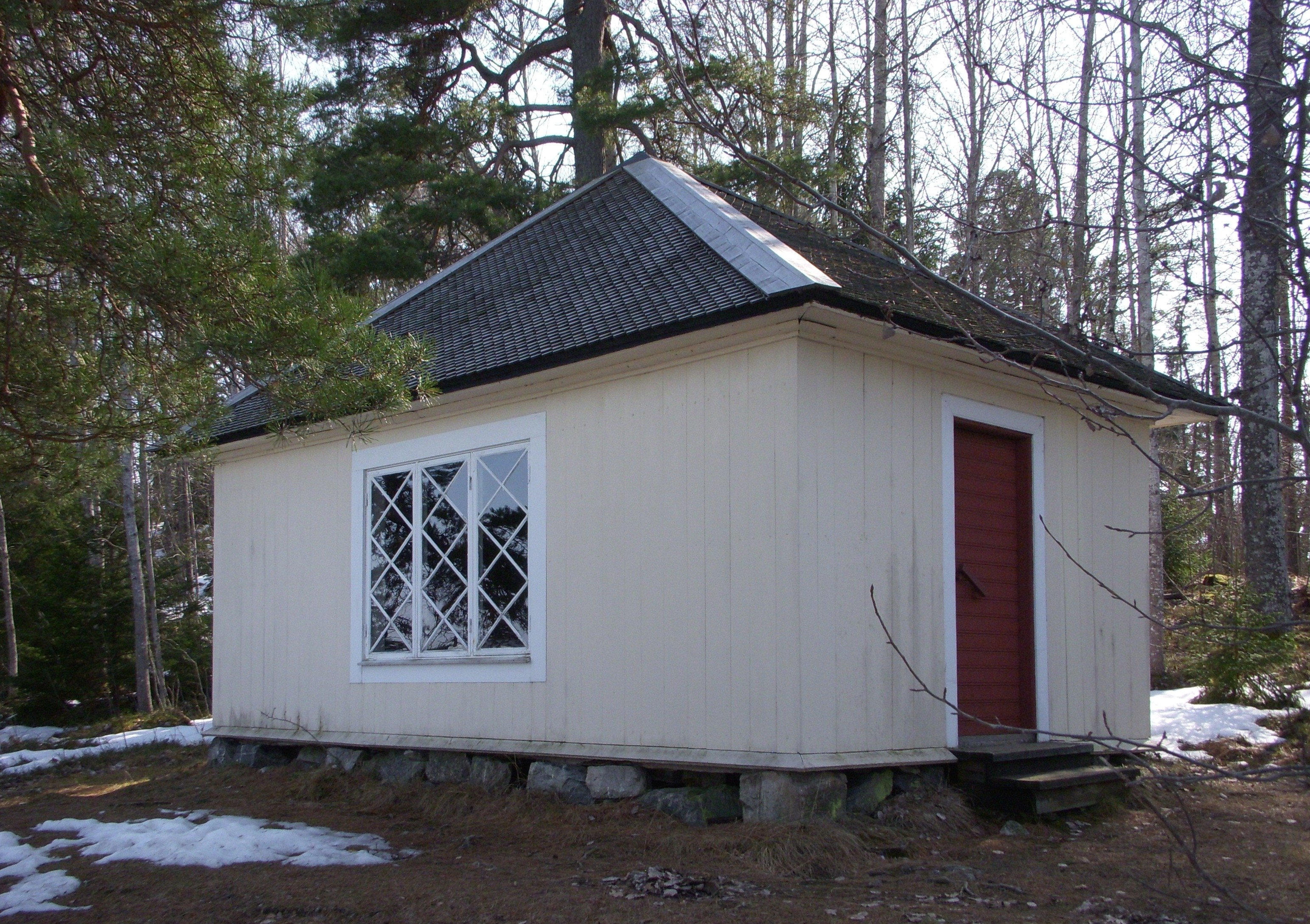
Övre lusthuset, exteriör
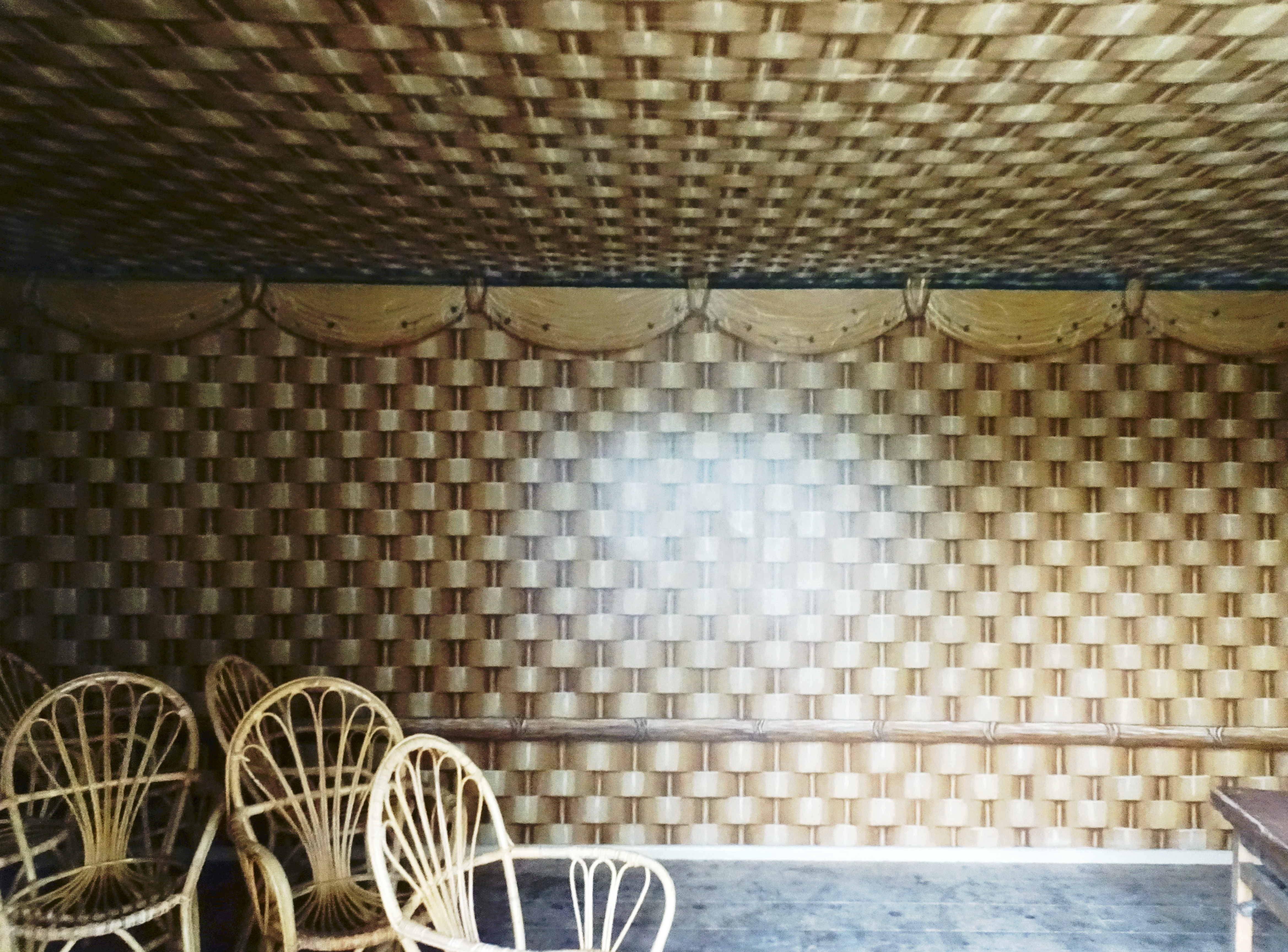
Övre lusthuset, interiör

## Vällinge under König

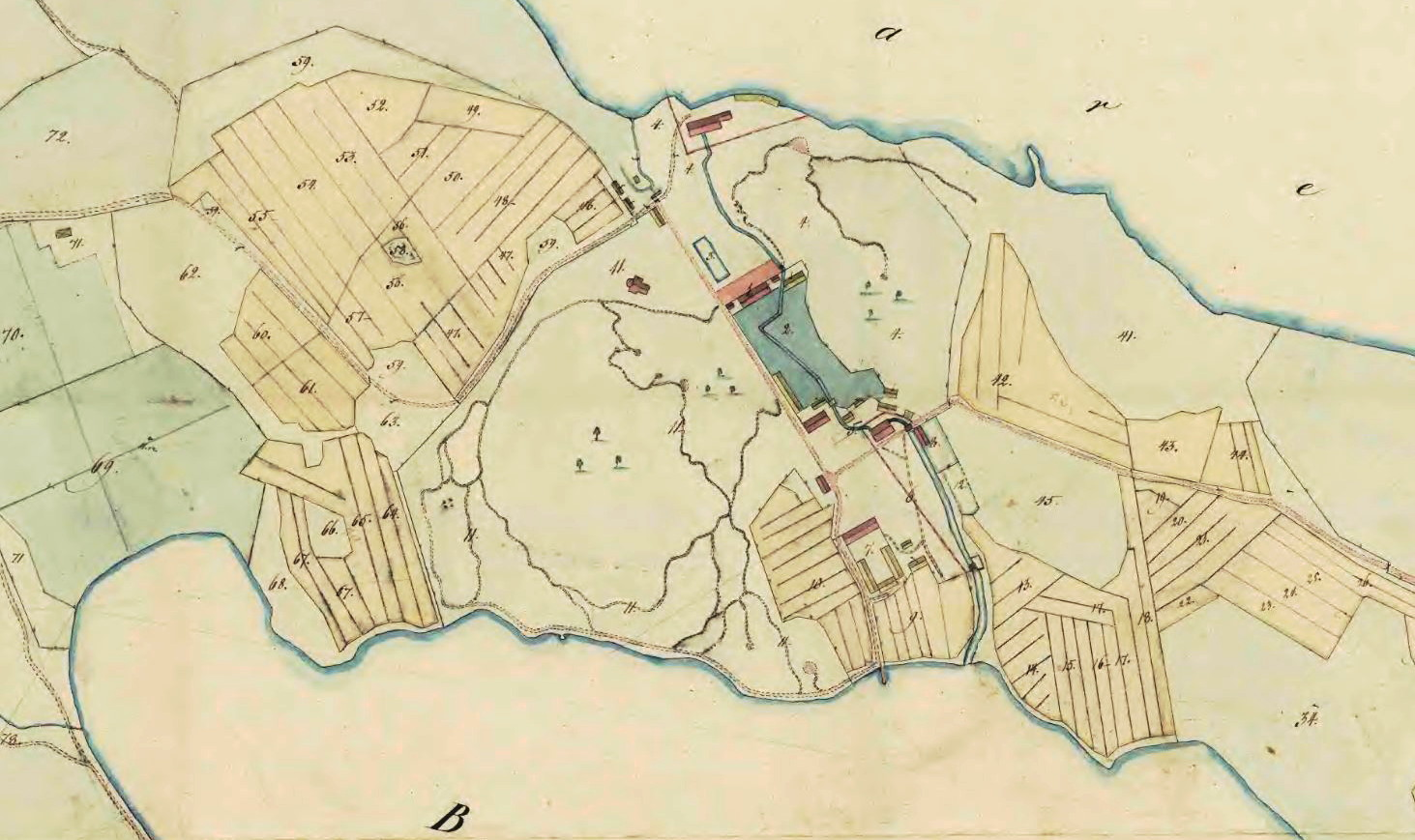
Vällinge gårds ägor 1835.

Efter att makarna Groen avled (1809 respektive 1811) ärvdes egendomen av dottern Anna Sofia som var gift med major Carl Fredrik König. König var ägare till gården och dess båda kvarnar fram till sin död 1858. Bruksdriften lade han ner med kvarnarna lät han upprusta och de hade som mest tio par kvarnstenar och blev "mycket anlitade". För att öka vattenflödet lät han även spränga en kanal öster om den gamla strömfåran för Vällinge ström. 
Den gamla strömfåran förlades i en tunnel under den nuvarande huvudbyggnaden och ut i parken där en spegeldamm anlades som fortfarande existerar, dock numera mestadels utan vatten. Vid en utgrävning intill dammen fann man lämningar efter en hytta från brukstiden. König lät också inreda ett gravkor till familjen i Vällinge kapell. Efter äran König följde en tids förfall och kapellet blev till spannmålsmagasin.

## Vällinges vidare öden
Efter Köning ägdes Vällinge av generallöjtnant David Silfverstolpe, som sålde det till grosshandlare Holmberg, varefter det 1872 köptes av kammarherre Johan Otto Blomstedt. Blomstedt rustade upp egendomen och kapellet och hans änka sålde 1899 egendomen till Stockholms stad och blev en av stadens så kallade Bornsjöegendomar. Stadens nya vattenverk i Norsborg skulle byggas och man ville förvärva områden kring Bornsjön för att trygga vattenförsörjningen för Stockholmarna från den rena sjön. 
Grundat på en donation av Albert och Hulda Pålsson (1904), öppnades 1906 i huvudbyggnaden ett konvalescenthem (med plats för omkring 30 patienter) för obemedlade sjuklingar från Stockholms stad. Sedan 1943 nyttjas Vällinges byggnader av Hemvärnets stridsskola. Anläggningen är ett militärt skyddsobjekt, men allmänheten får beträda området dagtid utan särskild tillstånd.
Till egendomen hör även flera ekonomibyggnaderna som samlas på ladugårdsbacken sydost om huvudbyggnaden. Dessa uppfördes till största del under 1800-talet. Av särskilt intresse är en lada i tegel, troligen uppfört av tegel från det egna tegelbruket (se Vällinges tegelbruk). Bland övriga byggnader märks "Krogen" som tidigare fungerat som värdshus (numera åretruntbostad), den gamla statarlängan som ligger i fil med "Krogen", en arrendatorsbostad (numera Hemvärnsmuseet), före detta trädgårdsmästarbostaden och magasinet (båda belägna vid Vällingevägen). En gulmålad stenladugård på ladugårdskullen har förvandlats till hotell och kallas idag "Prins Bertils gård". Två av Vällinges lusthus existerar fortfarande, ett övre på östra kullen och ett nedre i parken väster om huvudbyggnaden. Även den tidigare fruktträdgården, som anlades på söderslänten ner mot Bornsjön, finns kvar dock kraftig nergången och överväxt.  

Vällinges byggnader (urval)
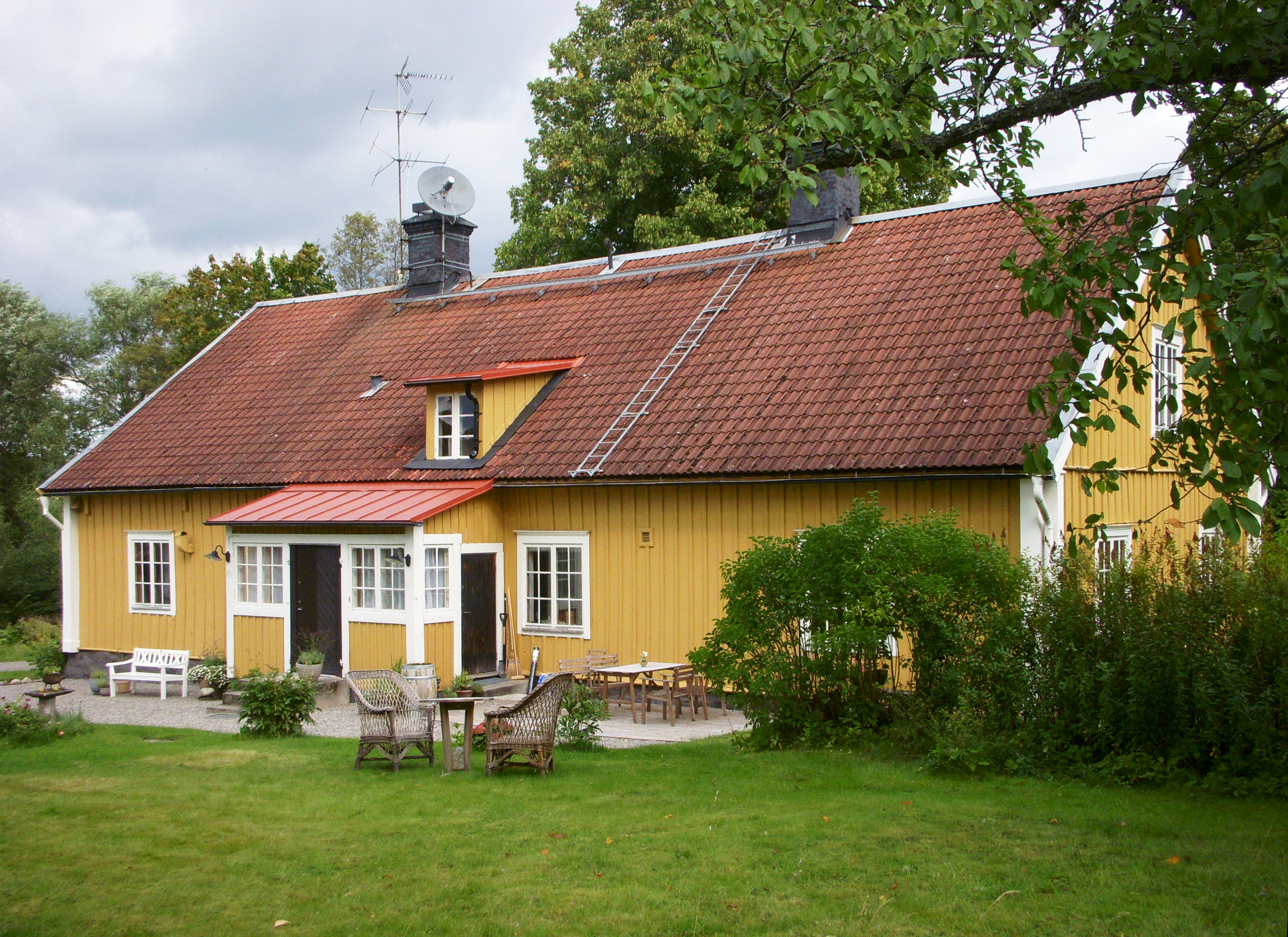
Före detta "Krogen".
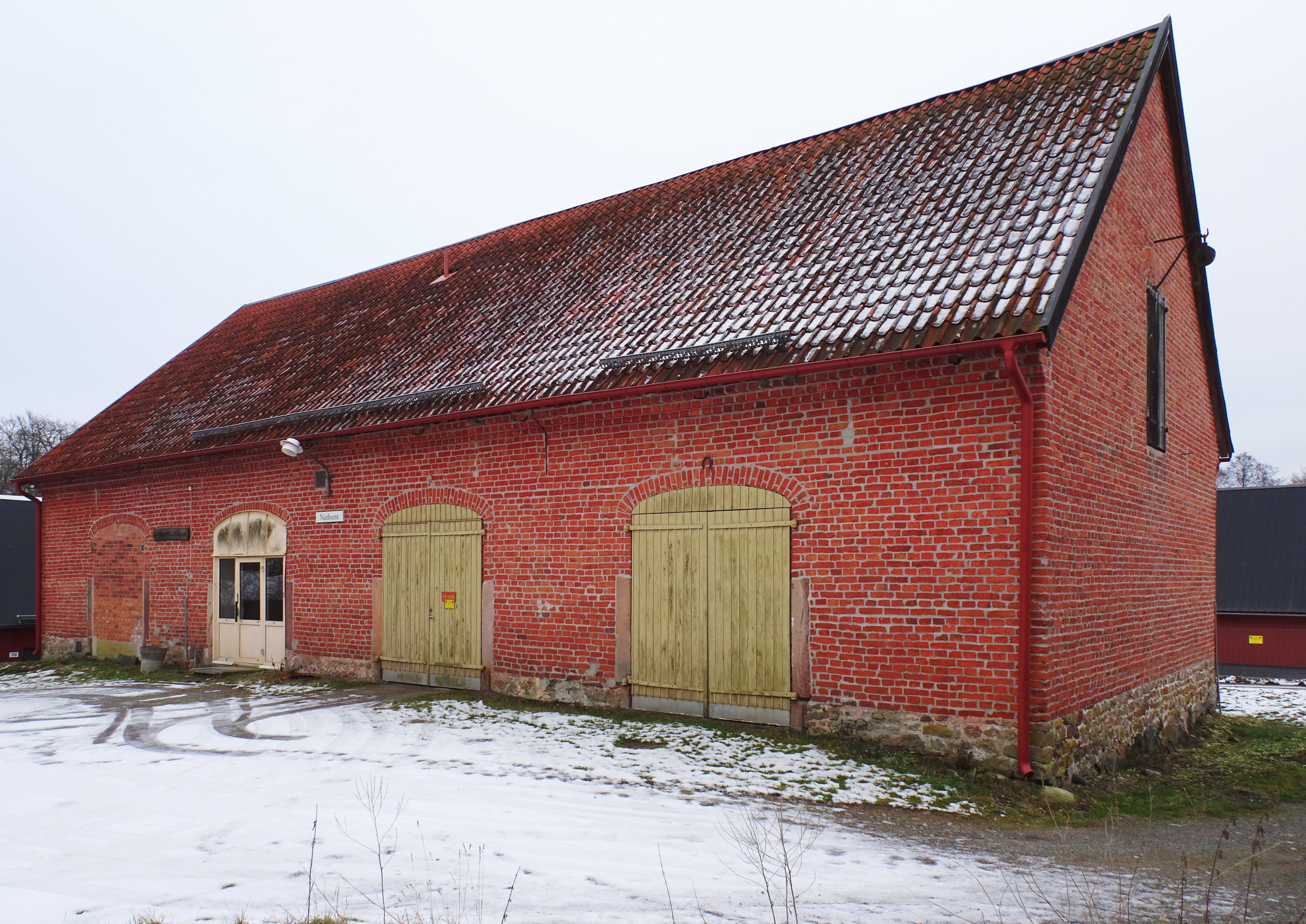
Tegelladan.
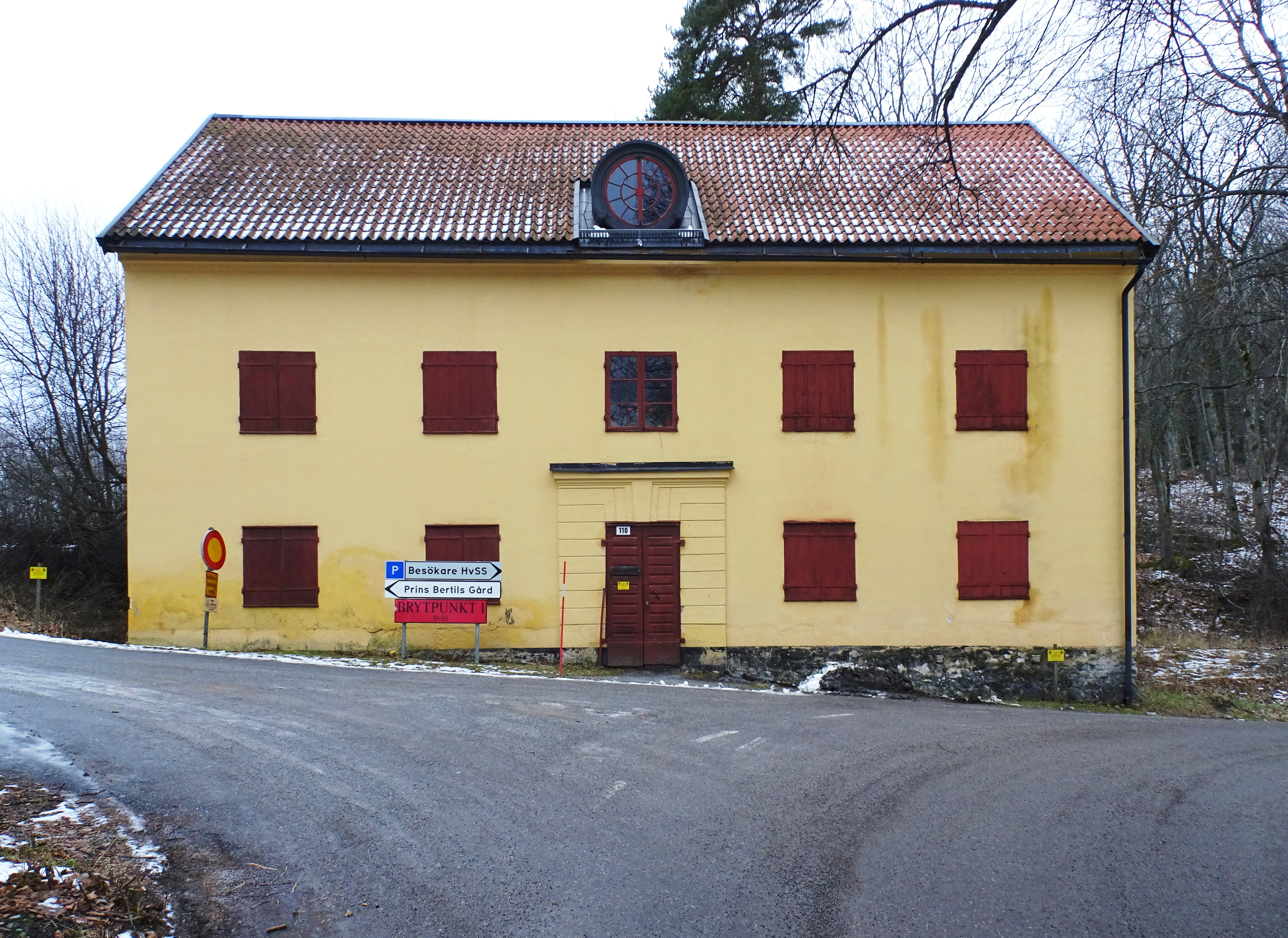
Magasinet i fonden av allén.
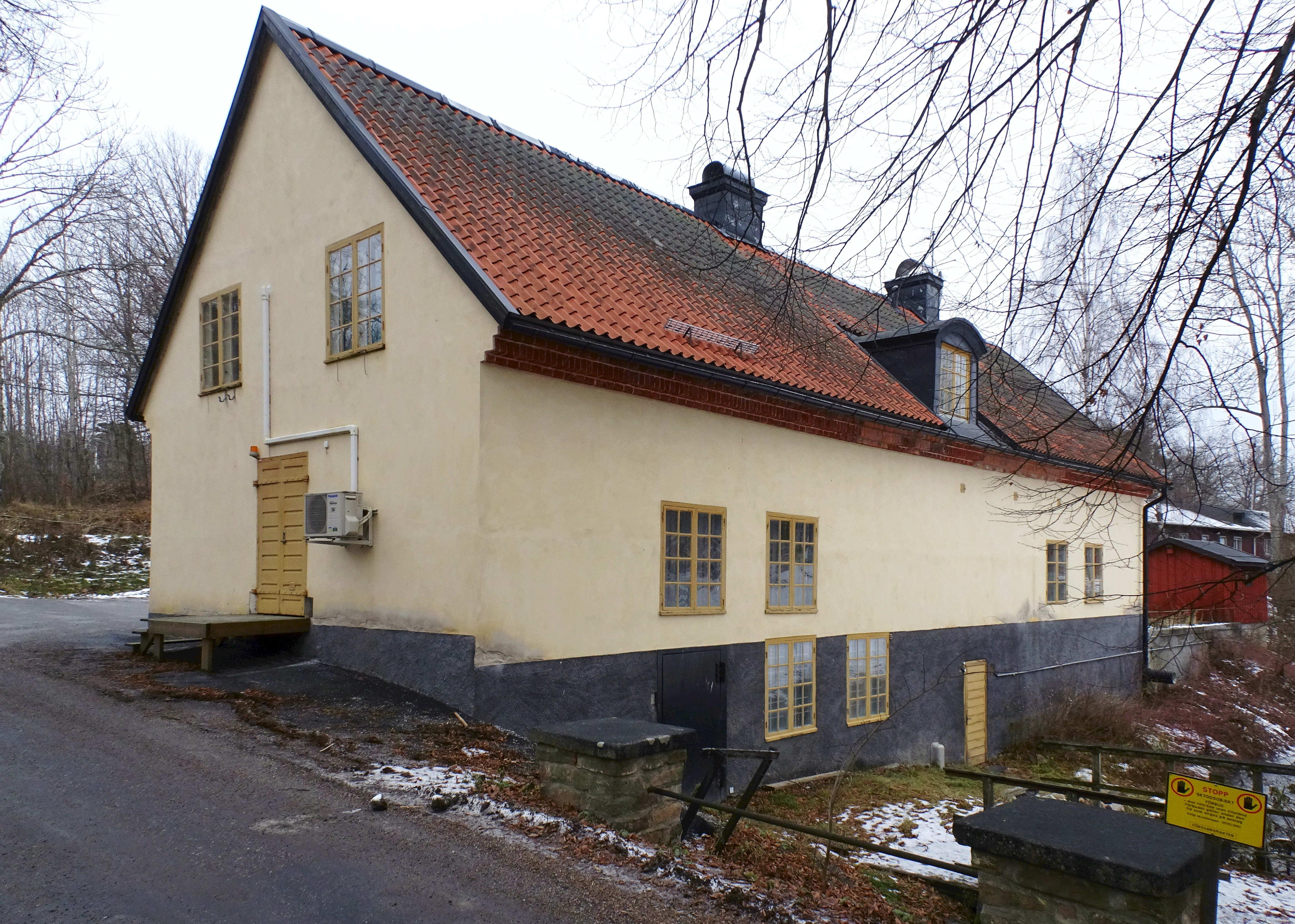
Bränneriet, den gamla övre kvarnen.
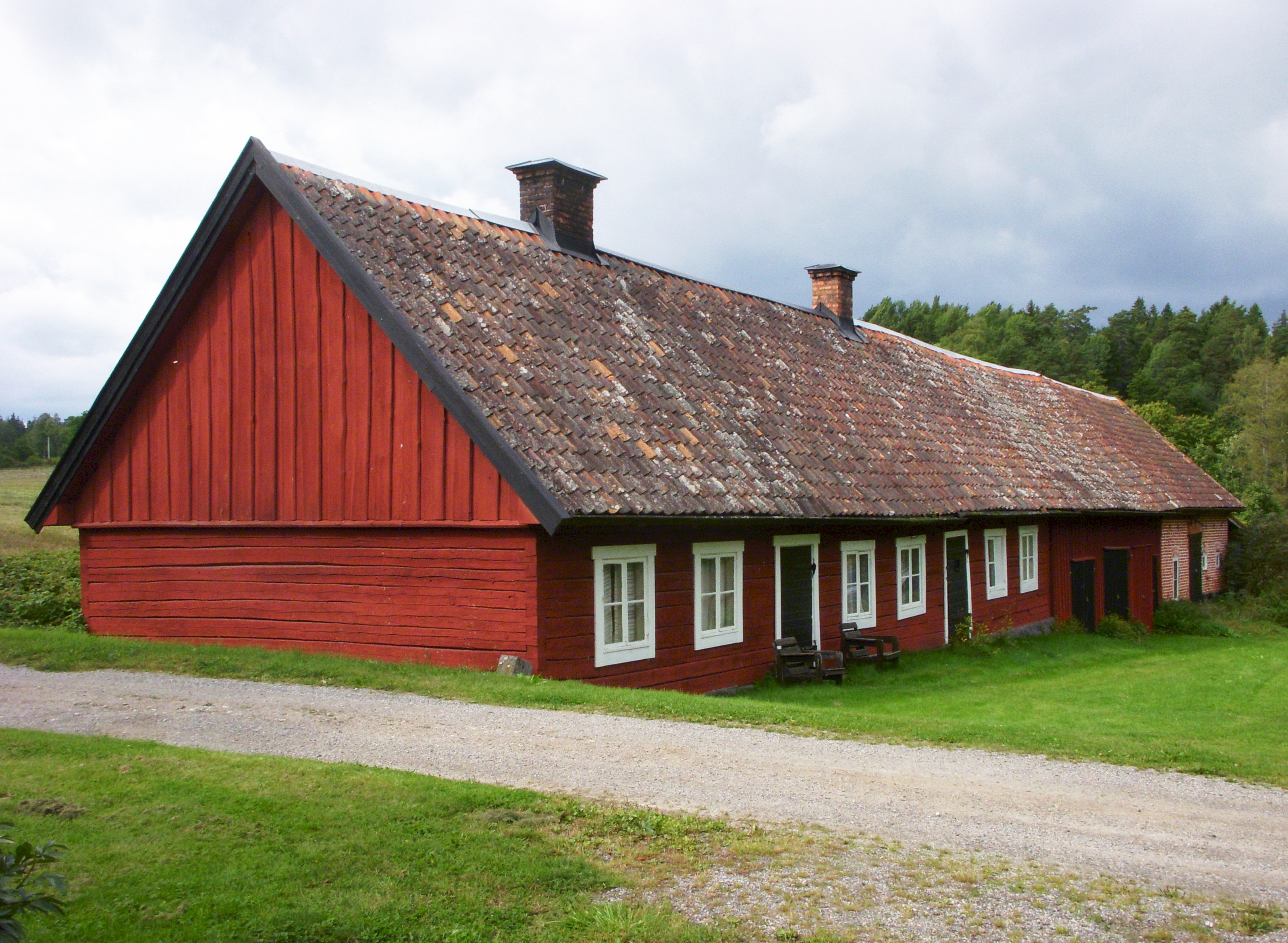
Före detta statarlängan.

## Torp under Vällinge

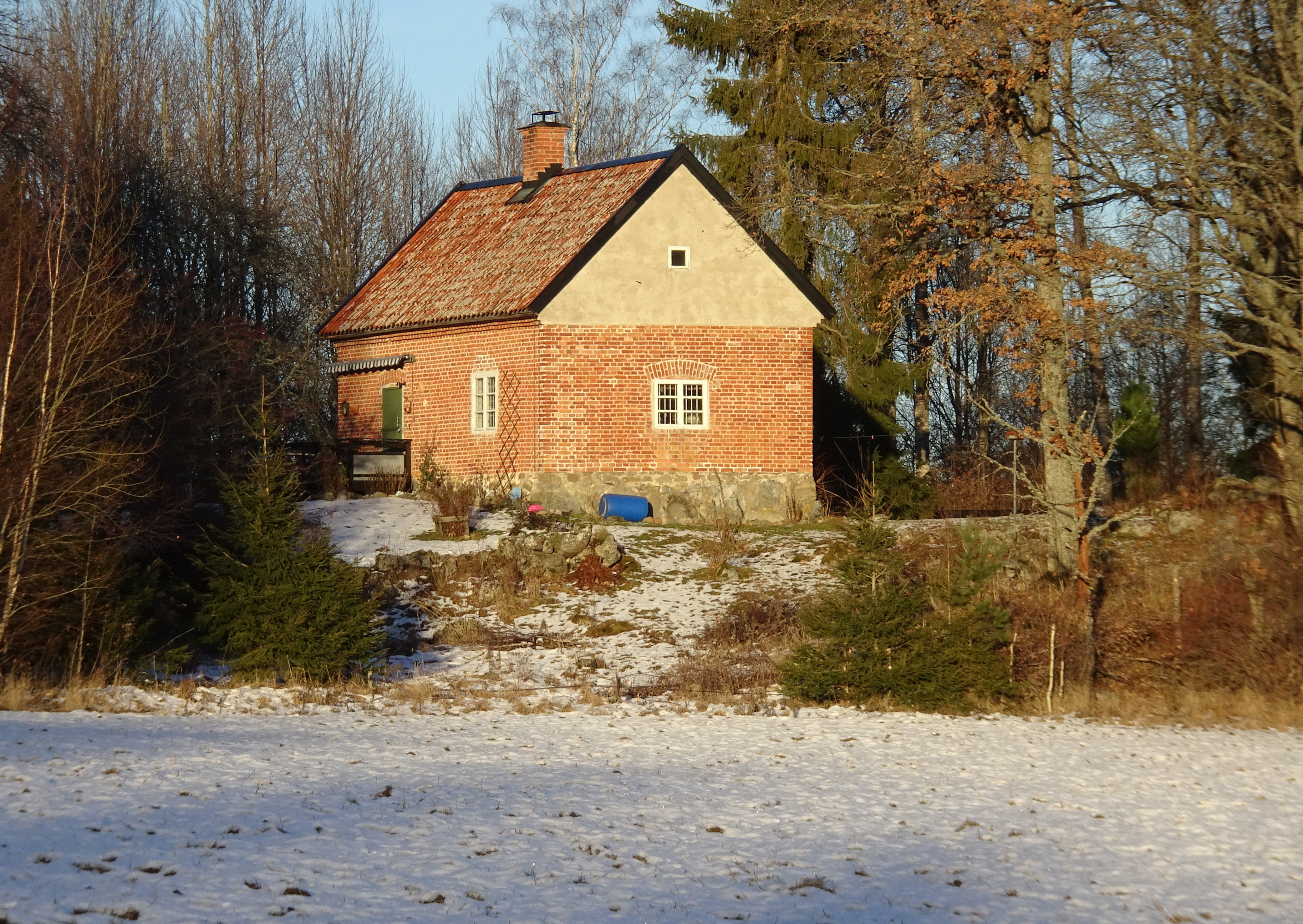
Torpet Ängsstugan, 2016.

Till Vällinge och det tidvis under Vällinge liggande Edeby hörde ett tiotal torp. Bland dem Almtorp, Brink, Oxhagen (ej att förväxla med Oxhagen tillhörande Sturehov), Rothugget, Solberga, Dalkarlstorpet, Fiskartorpet, Verandan och Ängsstugan. De flesta revs på 1930- och 40-talen. Tre torp finns fortfarande bevarade: Fiskartorpet, Verandan och Ängsstugan. 
Fiskartorpet ligger vid Mälaren längst i öster intill gränsen till Sturehovs ägor där Vällinge tegelbruk en gång låg. Fiskartorpet byggdes troligen under 1800-talets första hälft och var avsedd för två familjer. Möjligtvis ingår delar av en tidigare byggnad i husets nuvarande stomme. Fiskartorpet är idag privatbostad. Vid nuvarande Vällingevägen strax söder om Fiskartorpet märks det gulmålade torpet Verandan, en knuttimrad byggnad med sexdelad plan och tidigare bostad för Vällinge tegelbrukets tegelmästare. Huset renoverades 1993 och är privatbostad. 
Intressant är Ängsstugan (eller Ängstugan) som återfinns vid Bornsjön sydväst om gården. Ängsstugan är det enda kvarvarande torpet i Salem som är uppfört i murtegel, vilket är ovanlig då i regel trä användes som byggmaterial för torp och stugor. För Ängsstugan togs troligen tegel från det egna tegelbruket (se Vällinge tegelbruk). Fasaderna är oputsade med undantag av södra gavelspetsen och planen är en enkelstuga. Kulturhistorikern Sigurd Erixon ägnade stort intresse för just detta stentorp när han på 1930-talet dokumenterade torp i Stockholmstrakten. Han och hans medhjälpare fotograferade och ritade av huset och planen. Idag är Ängsstugan ett fritidshus.

## Bakängelshaus
- Koordinater: 59°15′34″N 17°42′42.5″Ö / 59.25944°N 17.711806°Ö

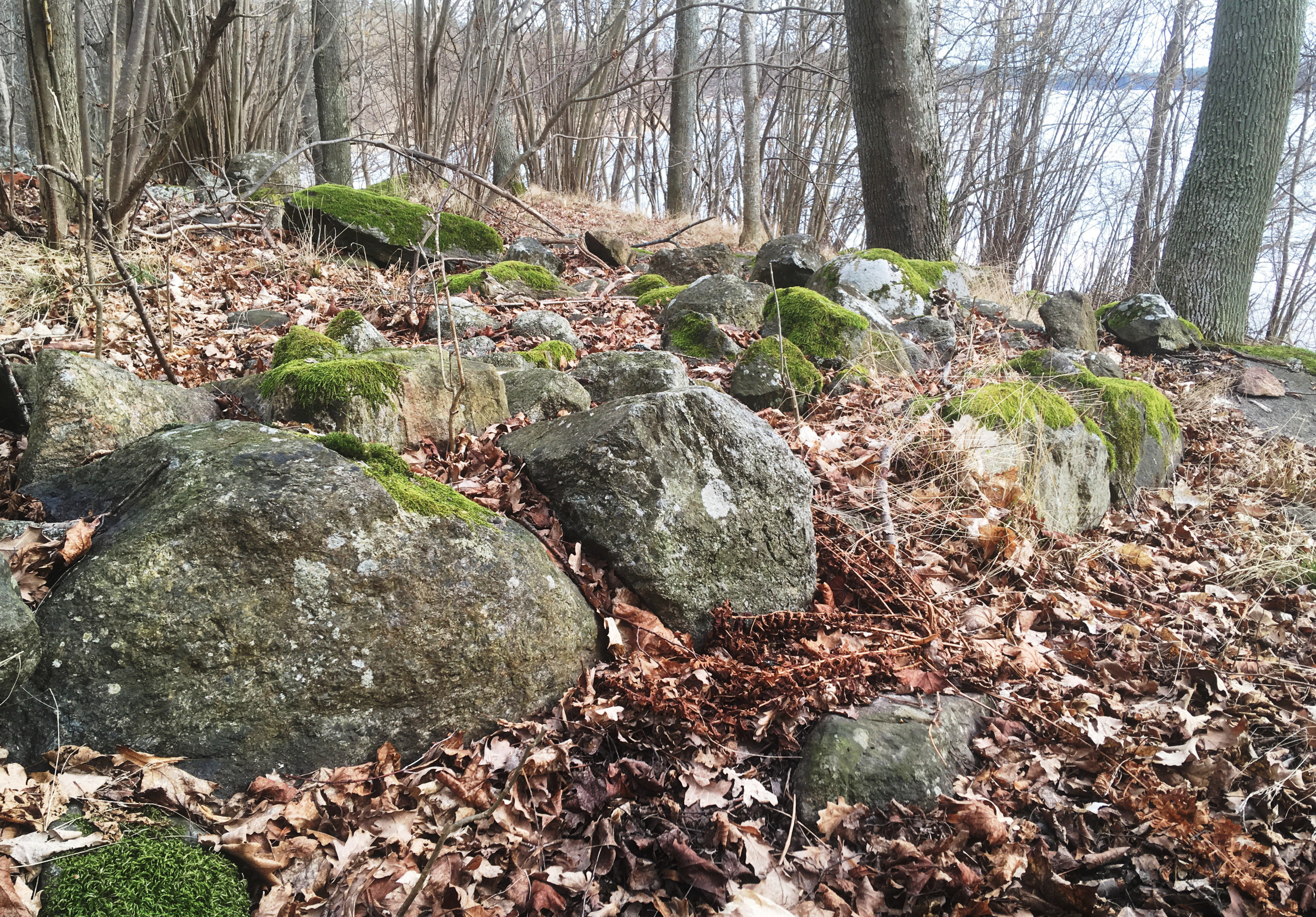
Grunden efter Bakängelshaus.

Bakängelshaus var ett av Vällinges arbetarbostäder beläget vid Bornsjön cirka 300 meter söder Vällinges anläggning. Namnet Bakängelshaus syftar på husets läge bakom Vällinges engelska parken som anlades av Fredrik Magnus Piper. Byggnaden beskrivs i Sigurd Erixons bok ”Den äldre folklige bebyggelsen i Stockholmstrakten”. Stugan beboddes av två familjer som hade ett litet rum och ett stort kök vardera. Byggnaden revs omkring 1920. Idag återstår en husgrund med tegelrester. Platsen är ett fornminne med RAÄ-nummer: Salem 280:1. Cirka 75 meter nordväst om husgrunden finns en mindre grund med oval form efter ett lusthus som ingick i den engelska parken. Således fanns tre lusthus i Pipers parkanläggning.

## Vällinge kapell

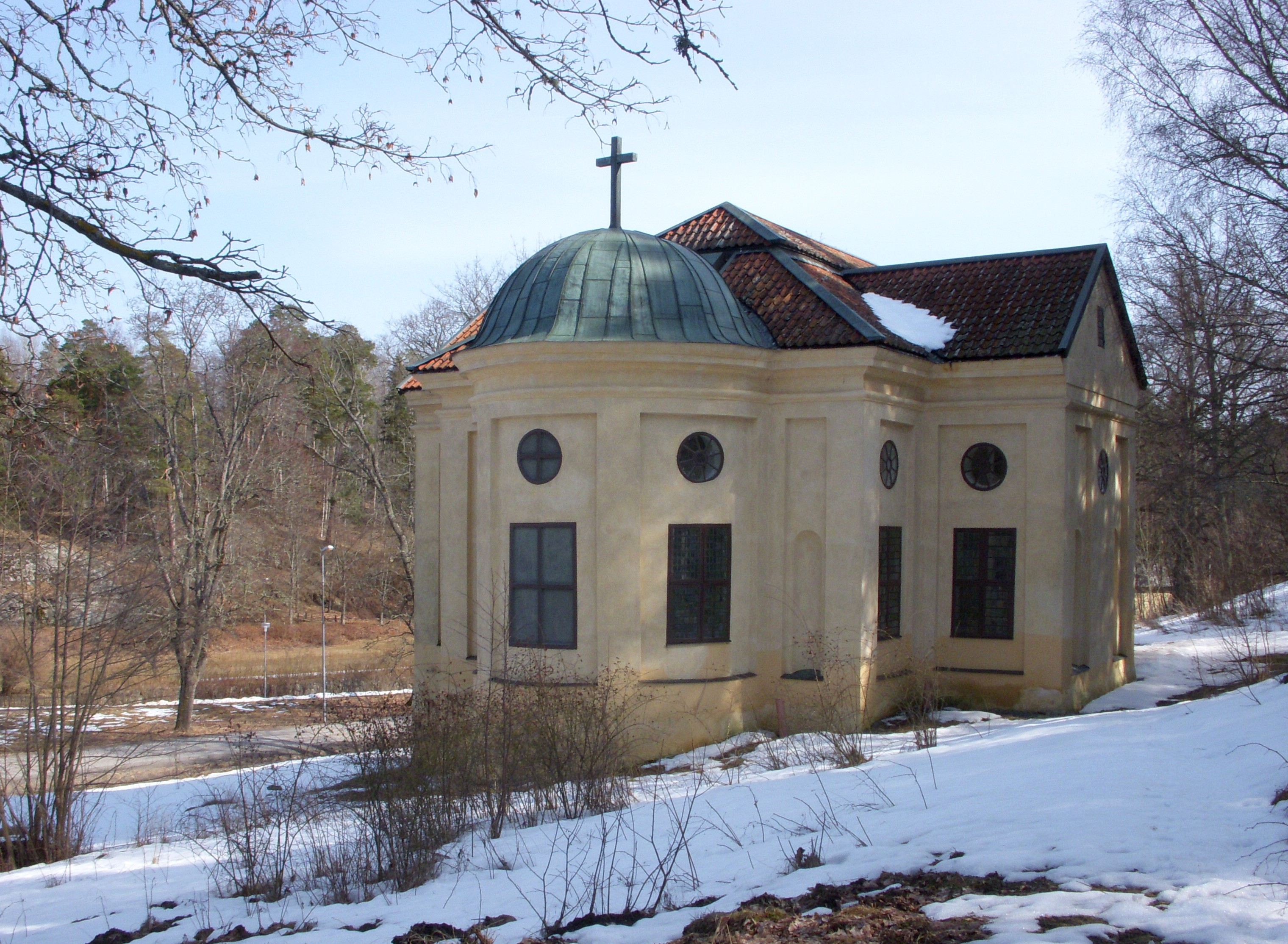
Vällinge kapell.

Den enda byggnaden som finns kvar från brukstiden är Vällinge kapell eller Vällinge brukskyrka, som byggdes 1679 efter ritningar av Nicodemus Tessin d.ä. Under åren 1657-1778 arbetade vid Vällinge 17 brukspredikanter med fast lön. Kapellet innehåller en orgel från 1781, som ursprungligen fanns i Salems kyrka och flyttades 1855 till sin nuvarande plats. 1881 restaurerades kyrkan genom Johan Otto Blomstedt, då kom även ljuskronorna på plats som är från Kungsholms kyrkan (Ulrika Eleonora kyrka).
Vällinge kapell är en av de få kyrkor i Sverige med koret orienterat mot väst. Salems församling använder kapellet till några gudstjänster varje år, bland annat under midsommarhelgen.

## Vällinge tegelbruk
- Koordinater: 59°15′40.3″N 17°44′19.5″Ö / 59.261194°N 17.738750°Ö

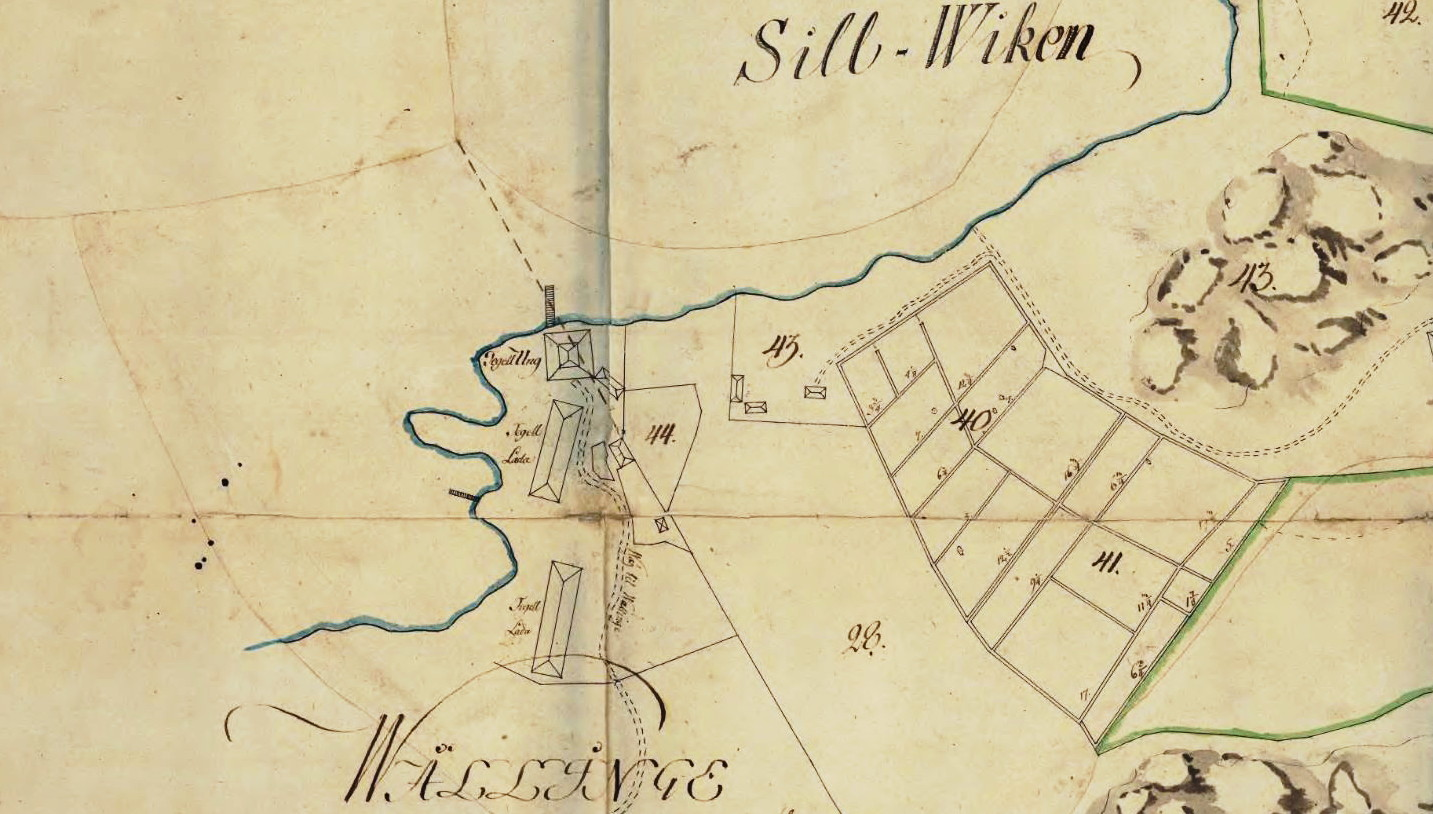
Vällinge tegelbruk, karta 1793.

På 1600-talet och fram till omkring 1850 har det funnits ett tegelbruk som hörde till Vällinge. Det var beläget vid Tegelviken / Sillviken (Mälaren) cirka en kilometer öster om gården på gränsen till Sturehovs ägor. Enligt en uppgift tillbyggdes Ekerö kyrka 1687 av tegel från Vällinge. 
På en karta från 1793 finns tegelugnen och två torklador samt utskeppningsbrygga markerade. Flera äldre byggnader vid Vällinge är troligen byggda med tegel från den egna fabriken, bland annat några oputsade lador på ladugårdsbacken. Bland tegelhusen finns även torpet "Ängsstugan", som är det enda kvarvarande torp i Salems kommun som är uppfört i murtegel. I torpet "Verandan" vid dagens Vällingevägen bodde tegelmästaren.

## Vällinge kvarn

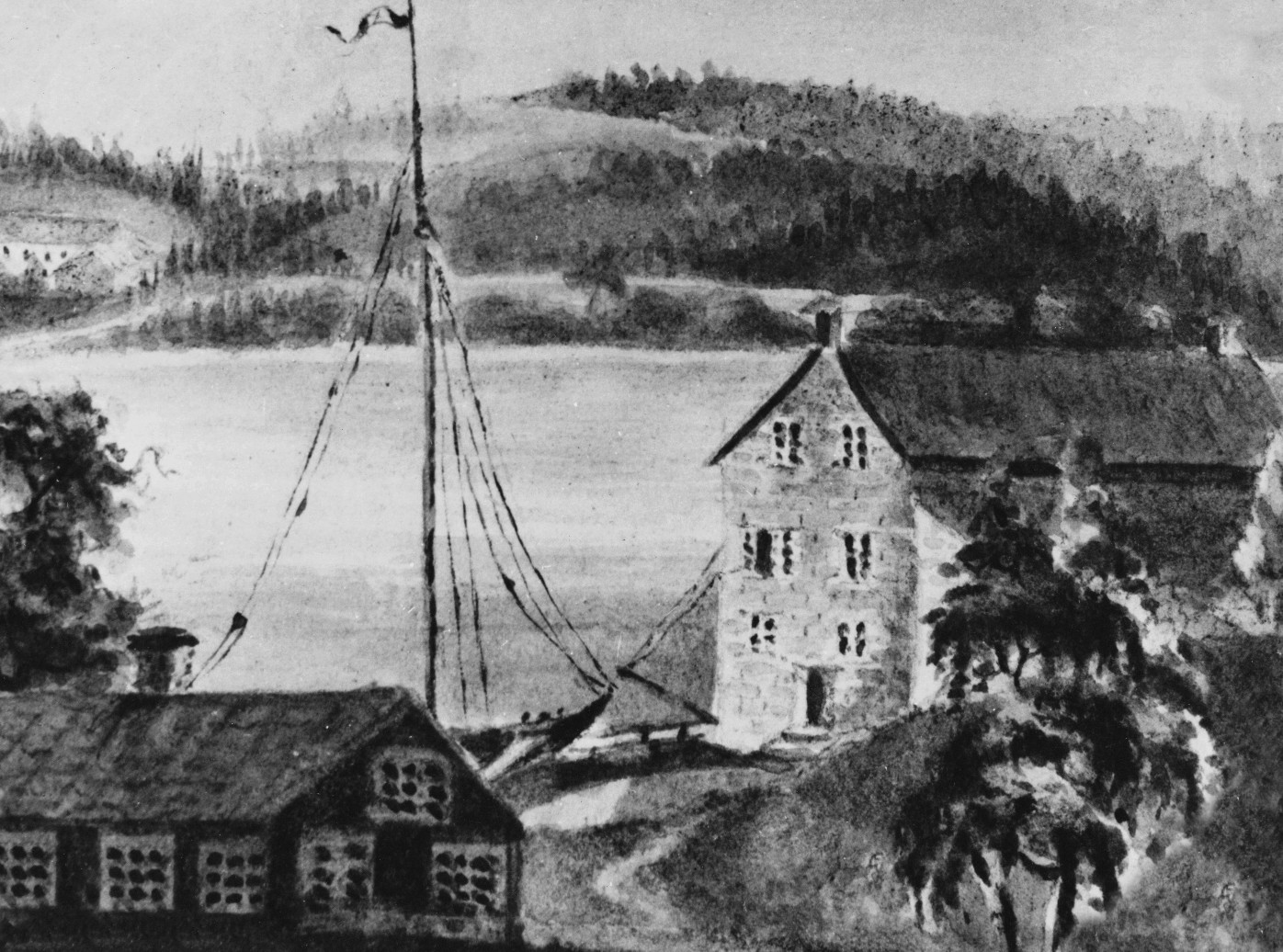
Vällinge kvarn 1816.

Mellan Bornsjön och Mälaren rinner Vällingeån med en nivåskillnad på cirka 11 meter som redan på 1350-talet nyttjades att utvinna vattenkraft. År 1357 omnämns två kvarnar. Under Gustav Vasas tid på 1500-talet omnämns båda kvarnar i samband med att ägaren skulle betala skatt i form av spannmål och ål.
År 1626 revs kvarnarna och vattenkraften nyttjades istället i det mässingsbruk som uppstod på platsen. Vattnet drev ett hammarverk och ett tråddrageri. Kvarndriften upptogs i början av 1700-talet och utvidgades under dåvarande ägaren Carl Fredrik König i början av 1800-talet. Han lät spränga den kanal som fortfarande finns kvar än idag, förmodligen för att öka vattenföringen i Vällingeån. Dessutom lät han uppföra en ny kvarn i fyra våningar. Sedan Eldkvarn i Stockholm brann ökade Vällinge kvarns betydelse. Vällinges nedre kvarn brann år 1900 och driften upphörde. Den övre kvarnbyggnaden vid Vällingevägen är fortfarande kvar.

## Vällinge elkraftverk
Under arbeten med en färskvattentunnel mellan Bornsjön och Norsborgs vattenverk i början av 1900-talet utnyttjades vattenkraften för att driva en 40 hästkrafters turbin, som levererade elkraft till motorer, pumpar, belysning och hissar. När det arbetet var avslutat stängdes vattenflödet för gott.

Vällinges omgivning
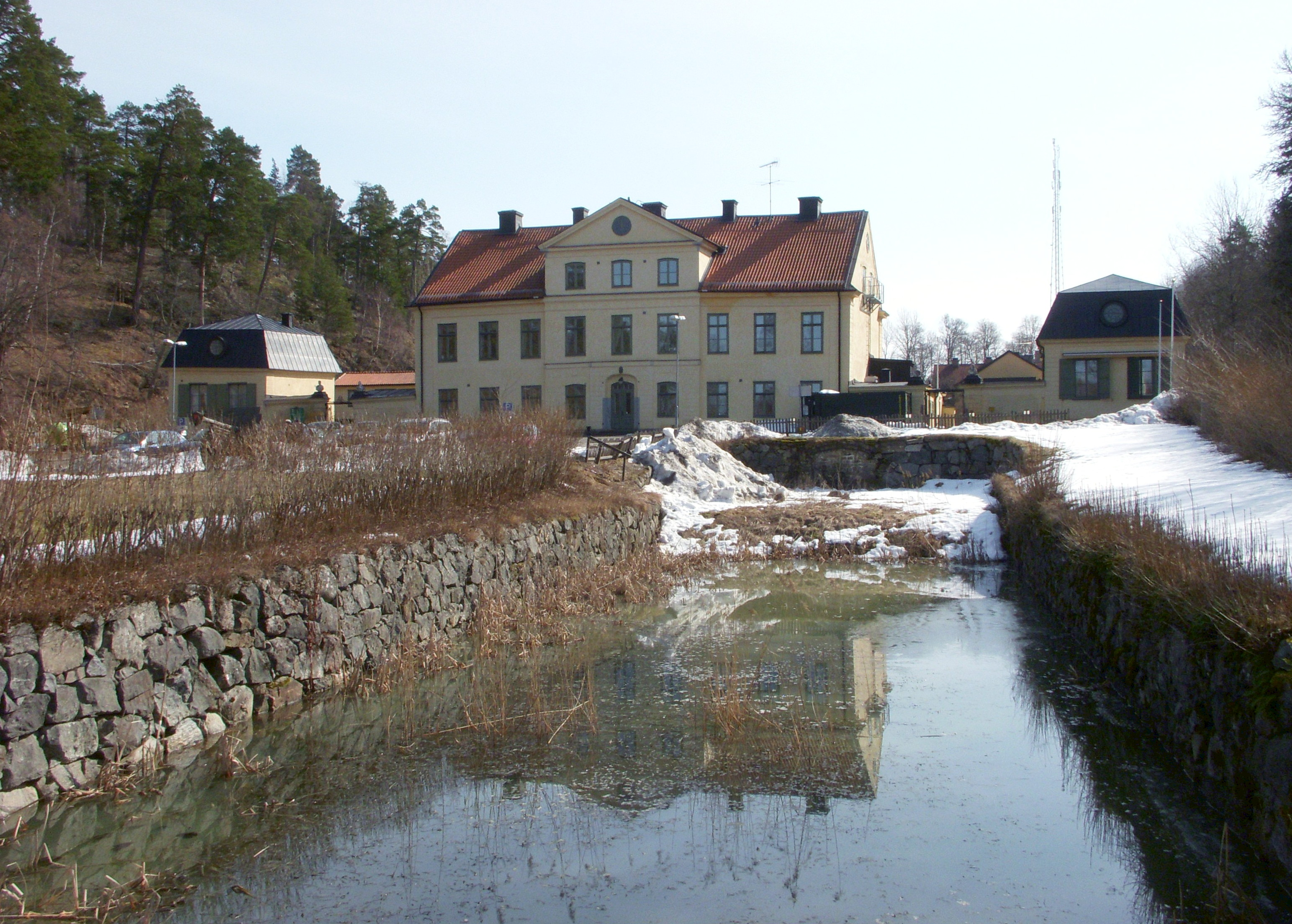
Den gamla spegeldammen
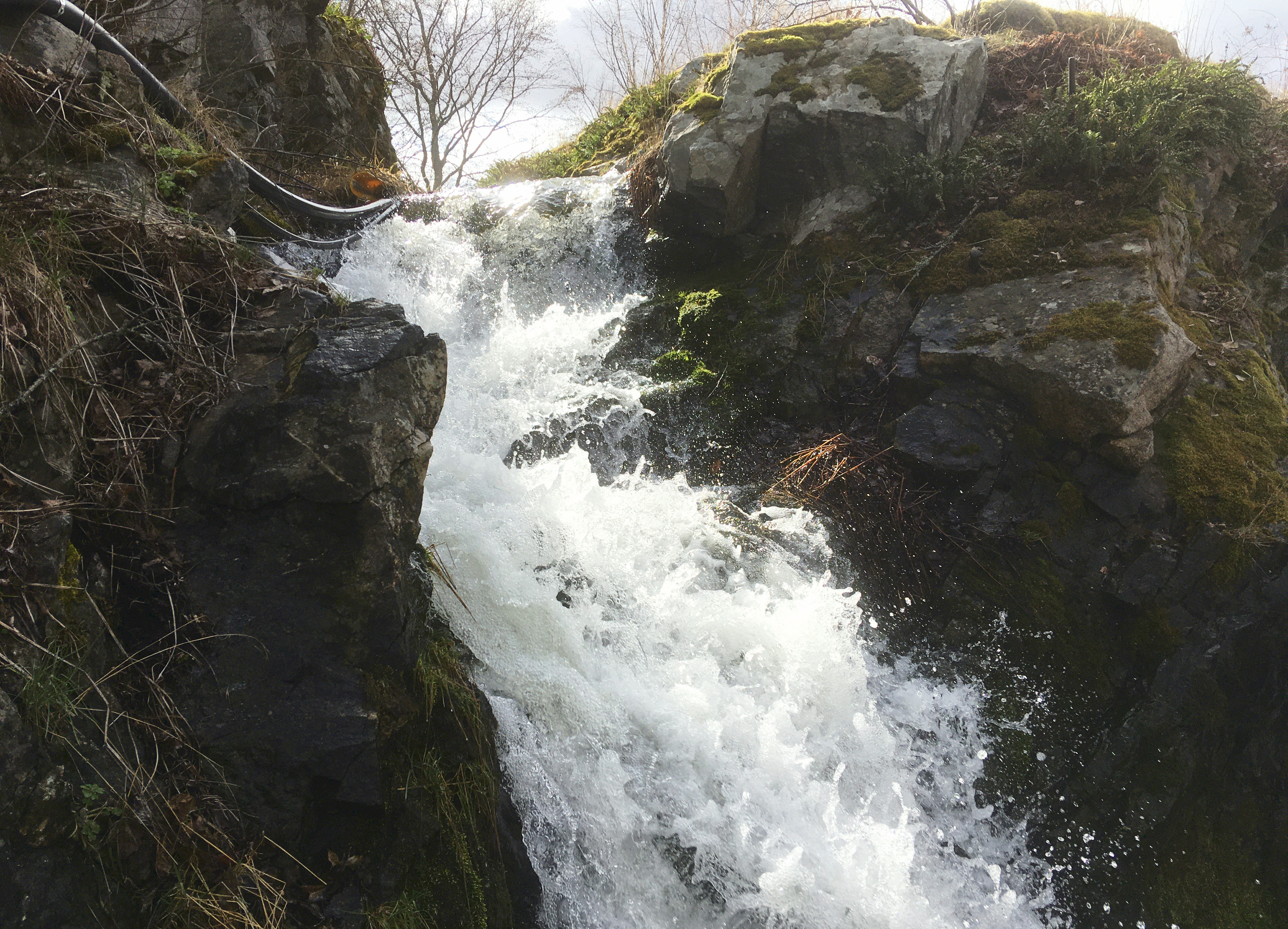
Vällingeån på våren
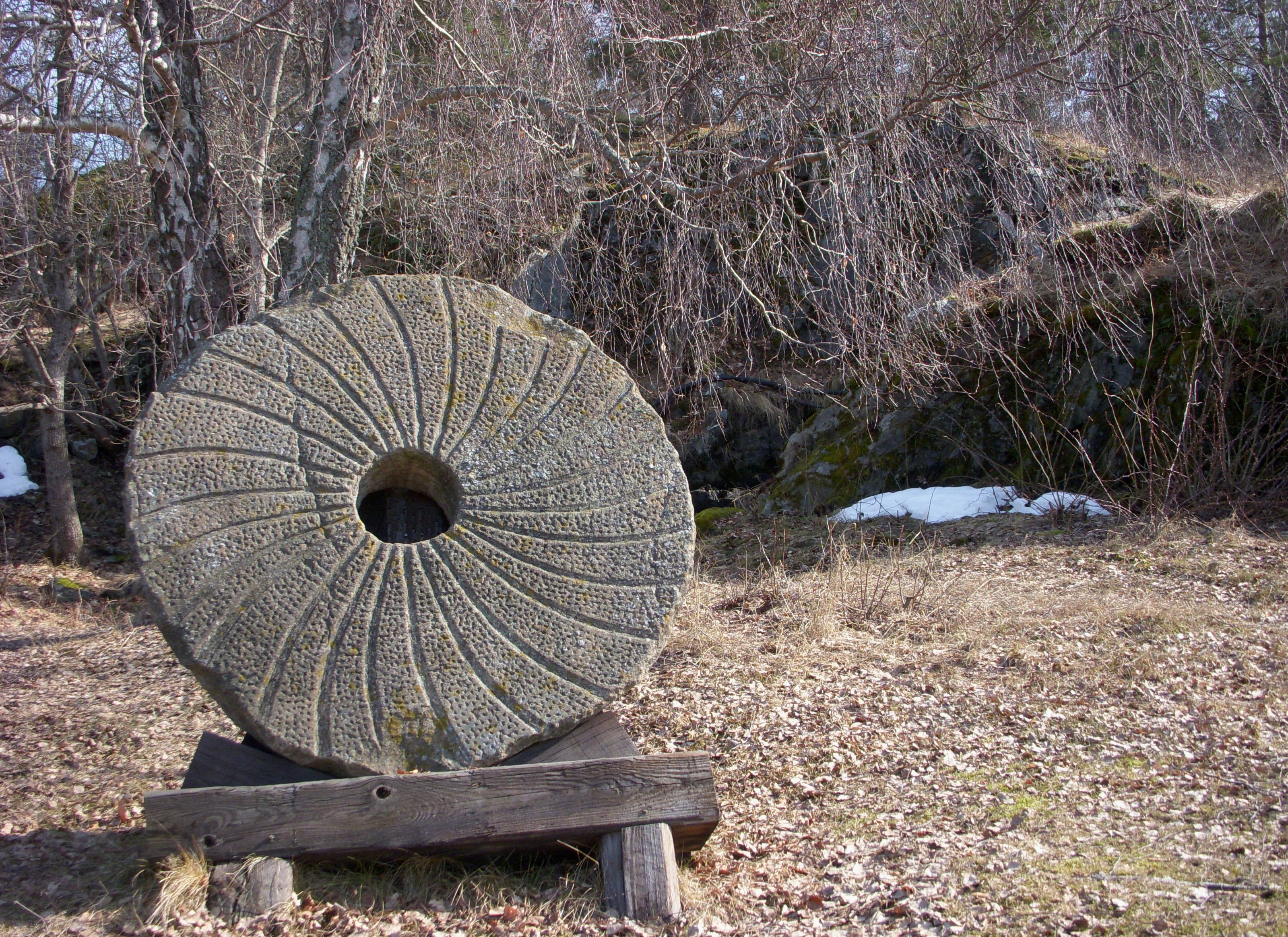
Kvarnsten från Vällinge kvarn
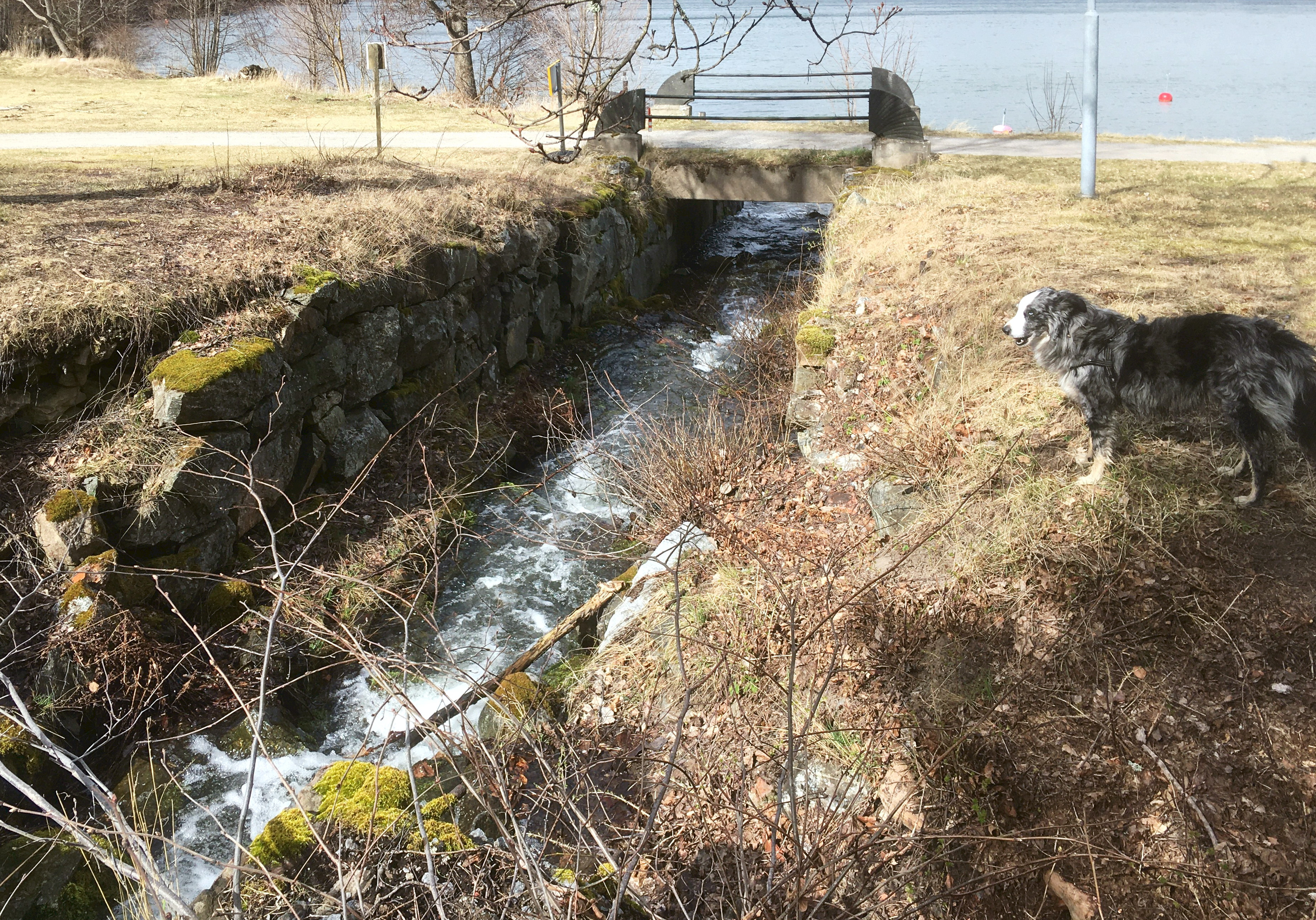
Kvarnbäckens / Vällingeåns utlopp i Mälaren
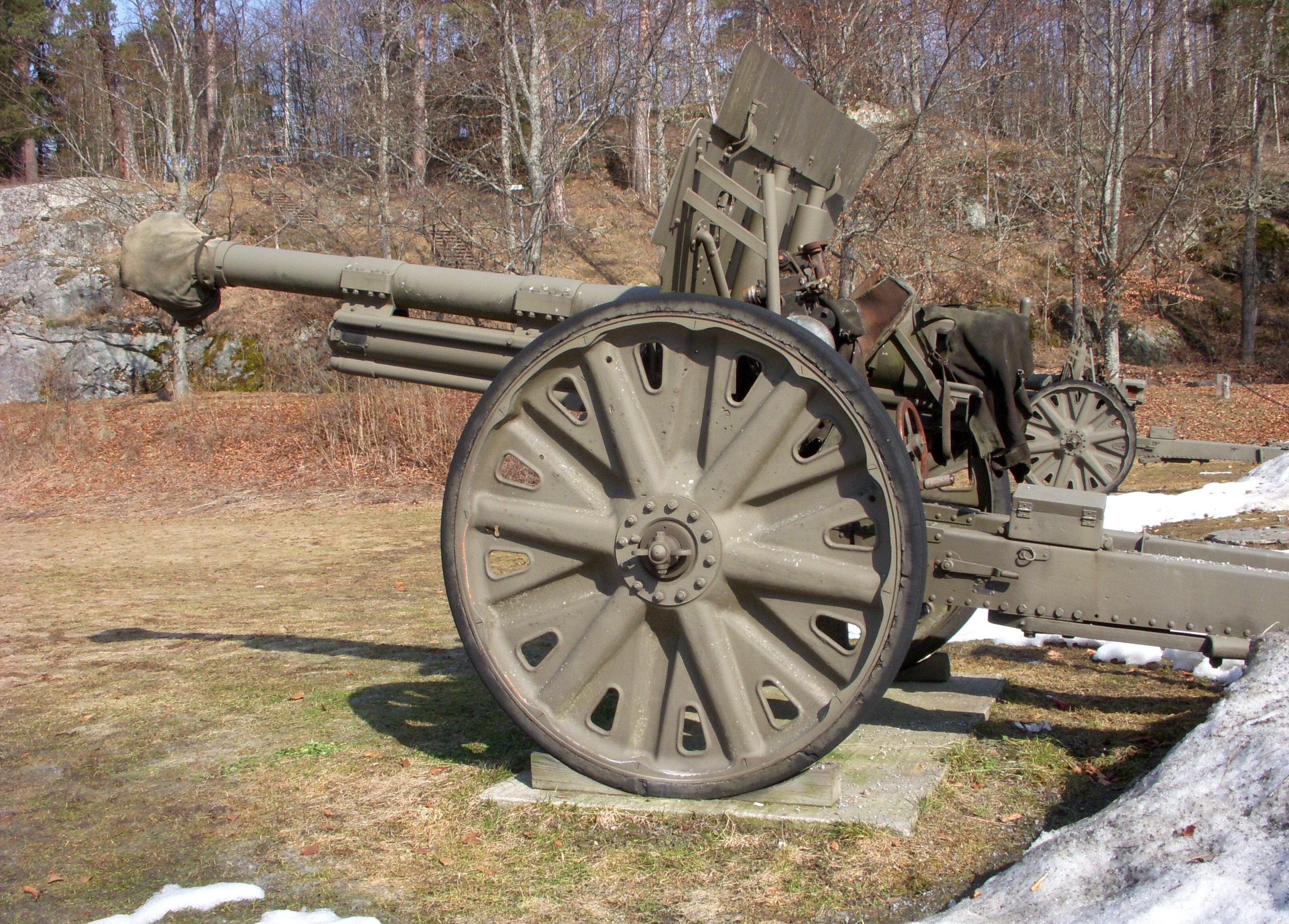
Haubits m/40 H utanför huvudbyggnaden

## Hemvärnets stridsskola och Vällinge skjutfält
I samband med att Hemvärnet grundades den 20 maj 1940, började dåvarande rikshemvärnschefen Gustaf Petri att söka en plats till att förlägga en skola för utbildning av hemvärnsbefäl. 1941 besöktes Vällinge och man fann platsen lämplig för den tänkta verksamheten. Ett hyreskontrakt upprättades mellan Hemvärnet och Stockholms vattenledningsverk om en årshyra om 200 kronor. Ett restaureringsarbete av egendomen kom igång årsskiftet 1942/43 och allt sedan invigningen den 27 juni 1943 har Hemvärnets stridsskola sedan verkat på platsen.
I den tidigare arrendatorbostaden inrättades 1971 Hemvärnsmuseet som är idag ett av Sveriges militärhistoriska arv. Museet visar Hemvärnet under 1900-talet, lite före och efter samt driftvärnet och frivilligorganisationerna. 
Väster om Hemvärnets stridsskola ligger ett stort skjutfält med Vällinge skjutbana som är hemvärnets övningsområde. Området gränser i norr mot Mälaren och i öst mot Bornsjön. Inom området ligger Acksjön och den anlagda Dalkarlssjön samt några vandringsleder. Dalkarlssjön och Dalkarlsäng har sina namn efter det numera försvunna Dalkarlstorp (eller Daltorp) som låg under godset Vällinge. Allmänheten har bara vissa tider fritt tillträde till skyddsområdet.

Vällinge skjutfält
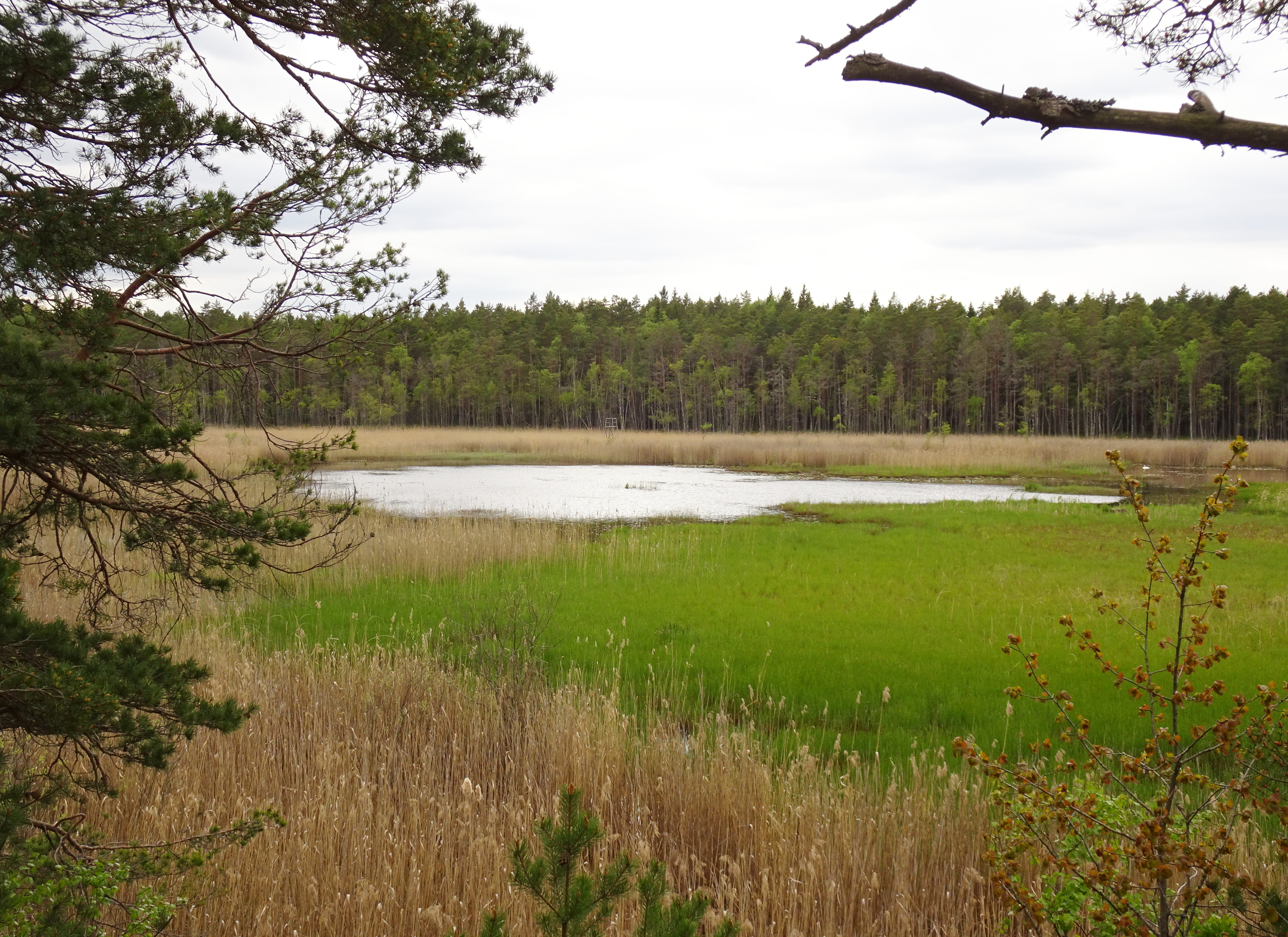
Acksjön ligger inom skjutfältet
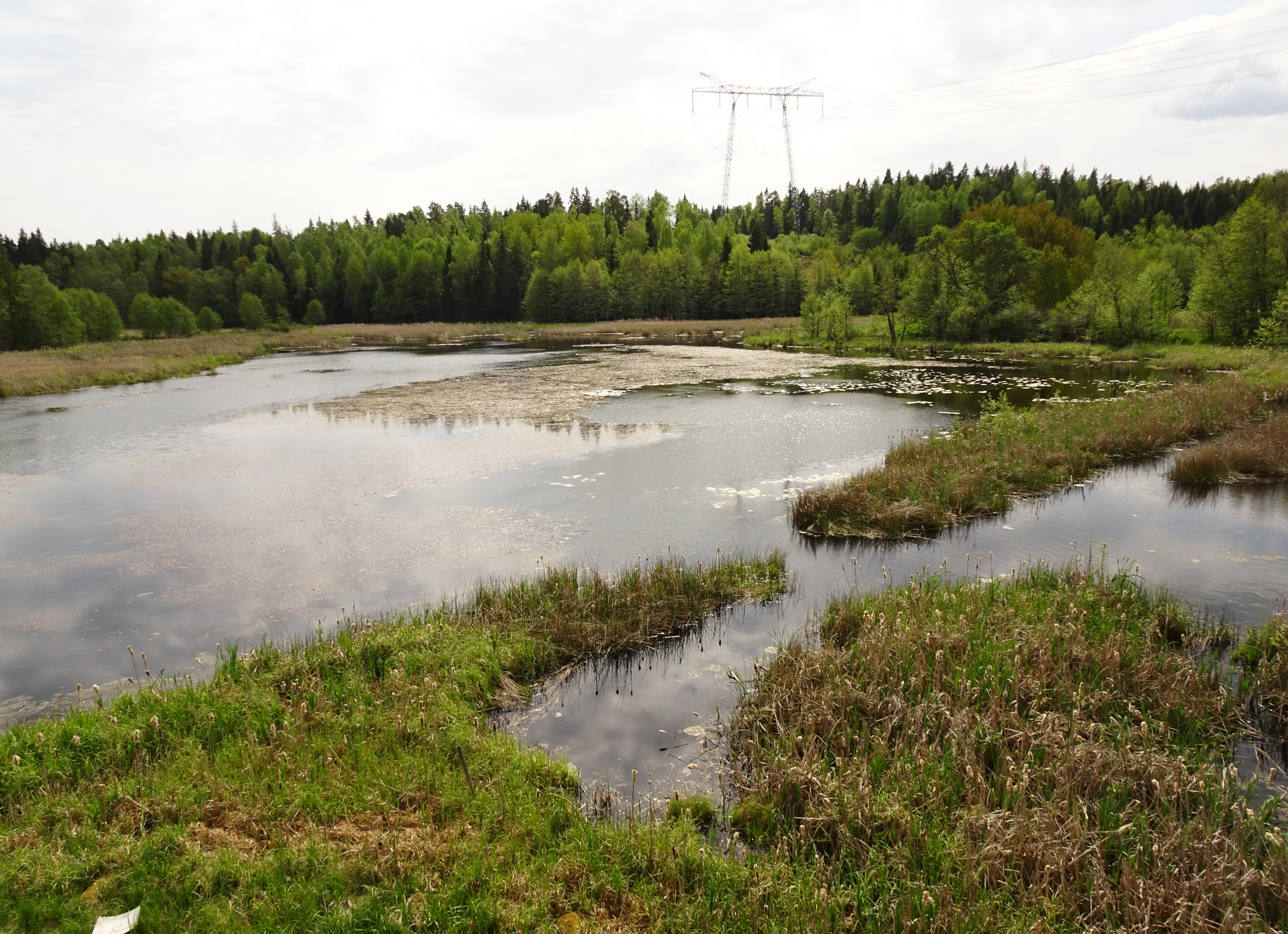
Dalkarlssjön ligger inom skjutfältet
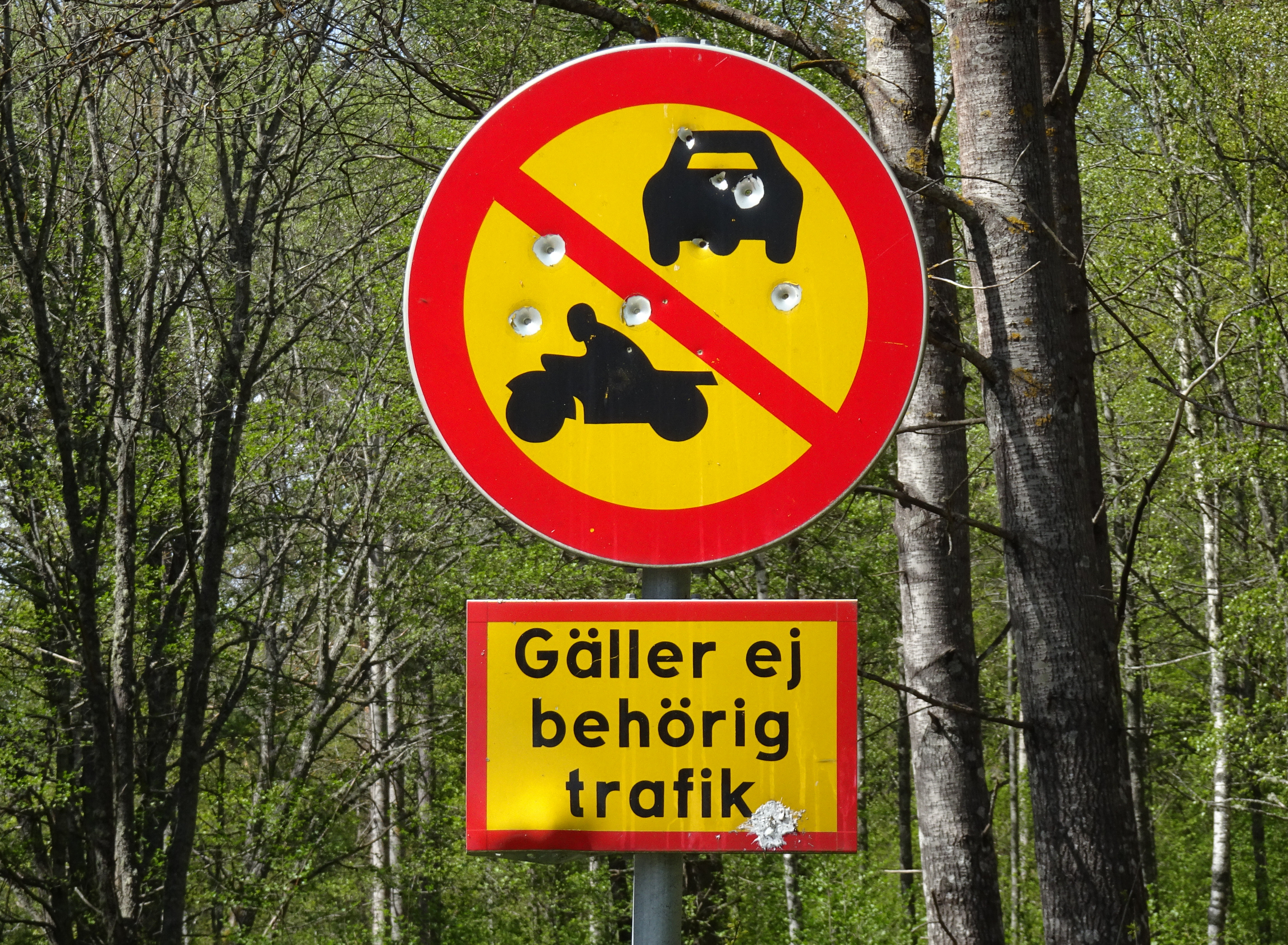
Vägskylt till Vällinge skjutbana
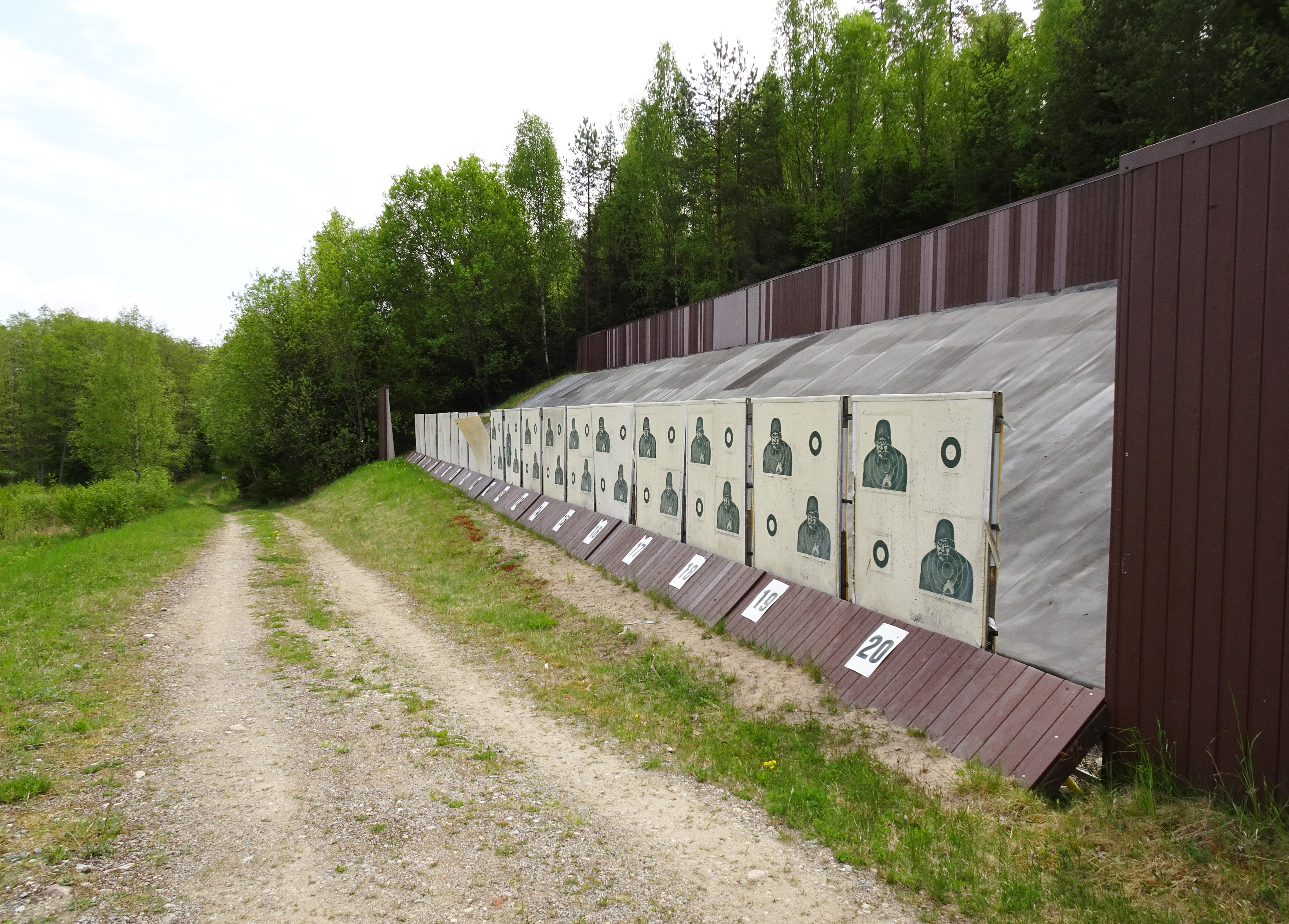
Vällinge skjutbana, måltavlor
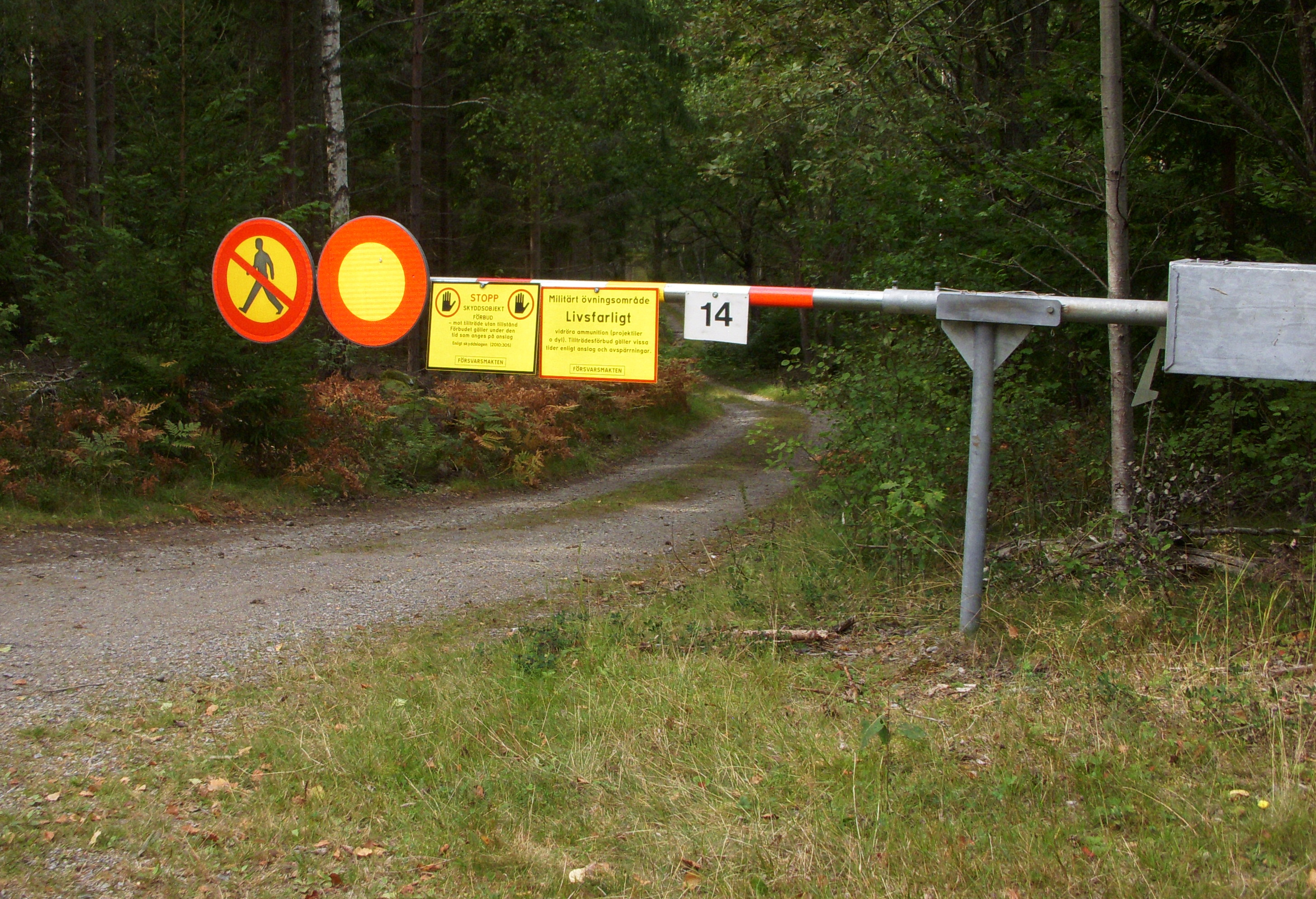
Skjutning pågår, bommen nedfälld och vägen spärrad för allmänheten